# Liste des églises du Puy-de-Dôme
La liste des églises du Puy-de-Dôme vise à situer les églises du département français du Puy-de-Dôme. Il est fait état des diverses protections dont elles peuvent bénéficier, et notamment les inscriptions et classements au titre des monuments historiques.
En ce qui concerne le culte catholique, toutes les églises sont situées dans l'archidiocèse de Clermont.

## Statistiques

### Nombres
Le département du Puy-de-Dôme comprend 464 communes au 1er janvier 2021.
Depuis 2018, l'archidiocèse de Clermont compte 33 paroisses.

## Classement
Le classement ci-après se fait par commune selon l'ordre alphabétique.
Il est fait état des diverses protections dont elles peuvent bénéficier, et notamment les inscriptions et classements au titre des monuments historiques.

## Liste

### Église catholique
| Église                                                                              | Commune                        | Adresse | Coordonnées                      | Notice         | Protection | Date        | Illustration                                                                        |
| ----------------------------------------------------------------------------------- | ------------------------------ | ------- | -------------------------------- | -------------- | --- | ----------- | ----------------------------------------------------------------------------------- |
| Église Notre-Dame d'Aigueperse                                                      | Aigueperse                     |         | 46° 01′ 19″ nord, 3° 12′ 07″ est | « PA00091849 » | Classé MH | 1922        | Église Notre-Dame d'Aigueperse                                                      |
| Église Saint-Julien d'Aix-la-Fayette                                                | Aix-la-Fayette                 |         | 45° 31′ 00″ nord, 3° 31′ 18″ est |                | |             | Image manquante Téléverser                                                          |
| Église Saint-Jean d'Ambert                                                          | Ambert                         |         | 45° 33′ 03″ nord, 3° 44′ 24″ est | « PA00091856 » | Classé MH | 1909        | Église Saint-Jean d'Ambert                                                          |
| Église Saint-Gall d'Antoingt                                                        | Antoingt                       |         | 45° 30′ 00″ nord, 3° 10′ 29″ est |                | |             | Église Saint-Gall d'Antoingt                                                        |
| Église Notre-Dame-de-l'Assomption d'Anzat-le-Luguet                                 | Anzat-le-Luguet                |         | 45° 19′ 54″ nord, 3° 02′ 31″ est |                | |             | Image manquante Téléverser                                                          |
| Église Saint-Médard d'Apchat                                                        | Apchat                         |         | 45° 23′ 21″ nord, 3° 08′ 44″ est | « PA00091862 » | Inscrit MH | 1985        | Église Saint-Médard d'Apchat                                                        |
| Église Saint-Blaise d'Arconsat                                                      | Arconsat                       |         | 45° 53′ 20″ nord, 3° 42′ 47″ est |                | |             | Église Saint-Blaise d'Arconsat                                                      |
| Église Saint-Dizaint d'Ardes                                                        | Ardes                          |         | 45° 24′ 19″ nord, 3° 07′ 28″ est | « PA00091865 » | Classé MH | 1920        | Église Saint-Dizaint d'Ardes                                                        |
| Église de Rivière-l'Évêque                                                          | Ardes                          |         | 45° 24′ 54″ nord, 3° 09′ 45″ est | « PA63000138 » | Inscrit MH | 2021        | Image manquante Téléverser                                                          |
| Église Saint-Pierre d'Arlanc                                                        | Arlanc                         |         | 45° 25′ 18″ nord, 3° 43′ 32″ est | « PA00091867 » | Inscrit MH Clocher ; Classé MH Église à l'exception du clocher                                                              | 1926 ; 1949 | Église Saint-Pierre d'Arlanc                                                        |
| Église Notre-Dame d'Arlanc                                                          | Arlanc                         |         | 45° 24′ 50″ nord, 3° 43′ 27″ est |                | |             | Église Notre-Dame d'Arlanc                                                          |
| Église Saint-Marcel d'Ars-les-Favets                                                | Ars-les-Favets                 |         | 46° 11′ 35″ nord, 2° 45′ 17″ est |                | |             | Église Saint-Marcel d'Ars-les-Favets                                                |
| Église Saint-Martin d'Artonne                                                       | Artonne                        |         | 46° 00′ 12″ nord, 3° 08′ 38″ est | « PA00091870 » | Classé MH | 1886        | Église Saint-Martin d'Artonne                                                       |
| Église Sainte-Marie d'Aubiat                                                        | Aubiat                         |         | 45° 58′ 34″ nord, 3° 10′ 02″ est |                | |             | Église Sainte-Marie d'Aubiat                                                        |
| Église Saint-Martin d'Aubière                                                       | Aubière                        |         | 45° 45′ 02″ nord, 3° 06′ 42″ est |                | |             | Église Saint-Martin d'Aubière                                                       |
| Église Notre-Dame d'Espinasse                                                       | Aubusson-d'Auvergne            |         | 45° 45′ 23″ nord, 3° 35′ 52″ est | « PA00091874 » | Inscrit MH | 1985        | Église Notre-Dame d'Espinasse                                                       |
| Église Saint-Blaise d'Aubusson-d'Auvergne                                           | Aubusson-d'Auvergne            |         | 45° 45′ 20″ nord, 3° 37′ 08″ est |                | |             | Église Saint-Blaise d'Aubusson-d'Auvergne                                           |
| Église Sainte-Croix d'Augerolles                                                    | Augerolles                     |         | 45° 43′ 25″ nord, 3° 37′ 02″ est | « PA00091876 » | Classé MH | 1862        | Église Sainte-Croix d'Augerolles                                                    |
| Église de la Sainte-Famille du Trévy                                                | Augerolles                     |         | 45° 45′ 16″ nord, 3° 39′ 27″ est |                | |             | Image manquante Téléverser                                                          |
| Église Sainte-Marthe d'Augnat                                                       | Augnat                         |         | 45° 24′ 43″ nord, 3° 10′ 57″ est |                | |             | Église Sainte-Marthe d'Augnat                                                       |
| Église Saint-Pierre d'Aulhat                                                        | Aulhat-Saint-Privat            |         | 45° 34′ 24″ nord, 3° 18′ 45″ est |                | |             | Image manquante Téléverser                                                          |
| Église Saint-Rustique d'Aulnat                                                      | Aulnat                         |         | 45° 47′ 43″ nord, 3° 09′ 48″ est |                | |             | Image manquante Téléverser                                                          |
| Église Sainte-Anne d'Aurières                                                       | Aurières                       |         | 45° 40′ 59″ nord, 2° 54′ 21″ est | « IA63000307 » | |             | Église Sainte-Anne d'Aurières                                                       |
| Église Notre-Dame d'Authezat                                                        | Authezat                       |         | 45° 37′ 54″ nord, 3° 11′ 02″ est | « PA00091878 » | Classé MH Portail sud avec ses vantaux ; Inscrit MH Église, à l'exclusion du portail classé                                 | 1980 ; 1980 | Église Notre-Dame d'Authezat                                                        |
| Église Saint-Géraud d'Auzat-la-Combelle                                             | Auzat-la-Combelle              |         | 45° 27′ 09″ nord, 3° 18′ 57″ est | « PA00125289 » | Inscrit MH Église, y compris les vantaux de son portail                                                                     | 1993        | Église Saint-Géraud d'Auzat-la-Combelle                                             |
| Église Saint-Blaise d'Auzelles                                                      | Auzelles                       |         | 45° 36′ 08″ nord, 3° 30′ 38″ est | « PA00091880 » | Inscrit MH | 1925        | Image manquante Téléverser                                                          |
| Église de l'Assomption d'Avèze                                                      | Avèze                          |         | 45° 35′ 56″ nord, 2° 35′ 57″ est | « IA63000084 » | |             | Image manquante Téléverser                                                          |
| Église Saint-Hilaire d'Ayat-sur-Sioule                                              | Ayat-sur-Sioule                |         | 46° 03′ 01″ nord, 2° 53′ 22″ est |                | |             | Église Saint-Hilaire d'Ayat-sur-Sioule                                              |
| Église Saint-Sidoine d'Aydat                                                        | Aydat                          |         | 45° 39′ 37″ nord, 2° 58′ 31″ est | « PA00091883 » | Classé MH | 1970        | Église Saint-Sidoine d'Aydat                                                        |
| Église Notre-Dame d'Auvergne de Ponteix                                             | Aydat                          |         | 45° 39′ 45″ nord, 3° 01′ 29″ est |                | |             | Église Notre-Dame d'Auvergne de Ponteix                                             |
| Église Saint-Jacques de Rouillat-Bas                                                | Aydat                          |         | 45° 40′ 18″ nord, 3° 00′ 22″ est |                | |             | Église Saint-Jacques de Rouillat-Bas                                                |
| Église Saint-Julien de Fohet                                                        | Aydat                          |         | 45° 38′ 33″ nord, 3° 00′ 14″ est |                | |             | Église Saint-Julien de Fohet                                                        |
| Église Saint-Nicolas de Baffie                                                      | Baffie                         |         | 45° 28′ 18″ nord, 3° 49′ 36″ est |                | |             | Église Saint-Nicolas de Baffie                                                      |
| Église Saint-Pierre de Bagnols                                                      | Bagnols                        |         | 45° 29′ 57″ nord, 2° 37′ 55″ est | « PA00092559 » | Inscrit MH Chœur roman, à l'exclusion du reste de l'édifice                                                                 | 1992        | Église Saint-Pierre de Bagnols                                                      |
| Église Saint-Julien de Bansat                                                       | Bansat                         |         | 45° 28′ 59″ nord, 3° 20′ 39″ est | « PA00091884 » | Classé MH | 1909        | Église Saint-Julien de Bansat                                                       |
| Église Saint-Robert de Bas-et-Lezat                                                 | Bas-et-Lezat                   |         | 46° 01′ 26″ nord, 3° 17′ 54″ est | « IA63000971 » | |             | Église Saint-Robert de Bas-et-Lezat                                                 |
| Église Saint-Martin de Beaulieu                                                     | Beaulieu                       |         | 45° 26′ 43″ nord, 3° 17′ 10″ est |                | |             | Image manquante Téléverser                                                          |
| Église Notre-Dame de la Rivière                                                     | Beaumont                       |         | 45° 44′ 58″ nord, 3° 05′ 07″ est | « PA00091886 » | Inscrit MH | 1926        | Église Notre-Dame de la Rivière                                                     |
| Église Saint-Pierre de Beaumont                                                     | Beaumont                       |         | 45° 45′ 01″ nord, 3° 05′ 09″ est |                | |             | Église Saint-Pierre de Beaumont                                                     |
| Église Saint-Pierre-ès-Liens de Beaumont-lès-Randan                                 | Beaumont-lès-Randan            |         | 45° 59′ 50″ nord, 3° 22′ 57″ est | « IA63000767 » | |             | Église Saint-Pierre-ès-Liens de Beaumont-lès-Randan                                 |
| Église Saint-Gal de Beauregard-Vendon                                               | Beauregard-Vendon              |         | 45° 57′ 42″ nord, 3° 06′ 33″ est |                | |             | Image manquante Téléverser                                                          |
| Église Saint-Aventin de Beauregard-l'Évêque                                         | Beauregard-l'Évêque            |         | 45° 48′ 48″ nord, 3° 16′ 45″ est | « PA00091888 » | Inscrit MH | 1963        | Église Saint-Aventin de Beauregard-l'Évêque                                         |
| Église Saint-Étienne de Beauregard-l'Évêque                                         | Beauregard-l'Évêque            |         | 45° 48′ 35″ nord, 3° 17′ 57″ est |                | |             | Image manquante Téléverser                                                          |
| Église Saint-Jacques de Bergonne                                                    | Bergonne                       |         | 45° 30′ 20″ nord, 3° 13′ 15″ est |                | |             | Image manquante Téléverser                                                          |
| Église Saint-Prix de Bertignat                                                      | Bertignat                      |         | 45° 37′ 07″ nord, 3° 40′ 52″ est | « PA00091890 » | Classé MH Ancienne croix de chemin, niche des fonts baptismaux ; Inscrit MH Église, à l'exception des parties déjà classées | 1964 ; 1987 | Église Saint-Prix de Bertignat                                                      |
| Église Saint-André de Besse-et-Saint-Anastaise                                      | Besse-et-Saint-Anastaise       |         | 45° 30′ 45″ nord, 2° 56′ 03″ est | « PA00091894 » | Classé MH | 1886        | Église Saint-André de Besse-et-Saint-Anastaise                                      |
| Église Saint-Barthélemy de Saint-Anastaise                                          | Besse-et-Saint-Anastaise       |         | 45° 28′ 21″ nord, 2° 58′ 23″ est |                | |             | Église Saint-Barthélemy de Saint-Anastaise                                          |
| Église Sainte-Marguerite de Beurières                                               | Beurières                      |         | 45° 26′ 24″ nord, 3° 46′ 28″ est | « PA00091902 » | Inscrit MH | 1926        | Église Sainte-Marguerite de Beurières                                               |
| Église Saint-Cerneuf de Billom                                                      | Billom                         |         | 45° 43′ 21″ nord, 3° 20′ 14″ est | « PA00091904 » | Classé MH | 1862        | Église Saint-Cerneuf de Billom                                                      |
| Église Saint-Loup de Billom                                                         | Billom                         |         | 45° 43′ 21″ nord, 3° 20′ 15″ est | « PA00091905 » | Classé MH | 1983        | Église Saint-Loup de Billom                                                         |
| Église Saint-Amand de Tinlhat                                                       | Billom                         |         | 45° 43′ 55″ nord, 3° 18′ 18″ est | « IA00118552 » | |             | Image manquante Téléverser                                                          |
| Église Saint-Pierre de Biollet                                                      | Biollet                        |         | 45° 59′ 34″ nord, 2° 40′ 56″ est | « PA00091917 » | Classé MH | 1961        | Église Saint-Pierre de Biollet                                                      |
| Église Saint-Pardoux de Blanzat                                                     | Blanzat                        |         | 45° 49′ 46″ nord, 3° 04′ 28″ est |                | |             | Église Saint-Pardoux de Blanzat                                                     |
| Église Saint-Roch de Blot-l'Église                                                  | Blot-l'Église                  |         | 46° 02′ 17″ nord, 2° 57′ 14″ est |                | |             | Image manquante Téléverser                                                          |
| Église Saint-Julien de Bongheat                                                     | Bongheat                       |         | 45° 43′ 37″ nord, 3° 25′ 35″ est | « PA00091918 » | Inscrit MH | 1969        | Église Saint-Julien de Bongheat                                                     |
| Église Saint-Pourçain de Bort-l'Étang                                               | Bort-l'Étang                   |         | 45° 47′ 00″ nord, 3° 25′ 35″ est | « PA00132796 » | Inscrit MH | 1994        | Église Saint-Pourçain de Bort-l'Étang                                               |
| Église Saint-Loup de Boudes                                                         | Boudes                         |         | 45° 27′ 31″ nord, 3° 11′ 05″ est | « PA00091919 » | Classé MH | 1988        | Église Saint-Loup de Boudes                                                         |
| Église Saint-Fargheon de Bourg-Lastic                                               | Bourg-Lastic                   |         | 45° 38′ 53″ nord, 2° 33′ 31″ est | « PA00091921 » | Classé MH | 1913        | Église Saint-Fargheon de Bourg-Lastic                                               |
| Église Saint-André de Bouzel                                                        | Bouzel                         |         | 45° 46′ 39″ nord, 3° 18′ 56″ est |                | |             | Image manquante Téléverser                                                          |
| Église Saint-Pierre de Brassac-les-Mines                                            | Brassac-les-Mines              |         | 45° 24′ 49″ nord, 3° 19′ 55″ est |                | |             | Église Saint-Pierre de Brassac-les-Mines                                            |
| Église Saint-Barthélémy de Brenat                                                   | Brenat                         |         | 45° 33′ 10″ nord, 3° 18′ 34″ est | « PA00091922 » | Inscrit MH | 1972        | Église Saint-Barthélémy de Brenat                                                   |
| Église Sainte-Madeleine de Briffons                                                 | Briffons                       |         | 45° 41′ 58″ nord, 2° 39′ 31″ est | « PA00092560 » | Inscrit MH | 1992        | Église Sainte-Madeleine de Briffons                                                 |
| Église Saint-Martin de Bromont-Lamothe                                              | Bromont-Lamothe                |         | 45° 50′ 28″ nord, 2° 49′ 10″ est | « PA63000094 » | Inscrit MH | 2009        | Image manquante Téléverser                                                          |
| Église Saint-Julien de Montboissier                                                 | Brousse                        |         | 45° 35′ 10″ nord, 3° 29′ 24″ est |                | |             | Image manquante Téléverser                                                          |
| Église Saint-Martin de Brousse                                                      | Brousse                        |         | 45° 36′ 05″ nord, 3° 27′ 32″ est |                | |             | Église Saint-Martin de Brousse                                                      |
| Église Saint-Vital-et-Saint-Agricol de Bulhon                                       | Bulhon                         |         | 45° 53′ 41″ nord, 3° 23′ 05″ est | « PA00091926 » | Classé MH | 1960        | Image manquante Téléverser                                                          |
| Église Saint-Bonnet de Bussières                                                    | Bussières                      |         | 46° 04′ 12″ nord, 2° 37′ 58″ est |                | |             | Église Saint-Bonnet de Bussières                                                    |
| Église des Saints-Innocents de Bussières-et-Pruns                                   | Bussières-et-Pruns             |         | 46° 00′ 29″ nord, 3° 13′ 40″ est |                | |             | Église des Saints-Innocents de Bussières-et-Pruns                                   |
| Église Saint-André de Busséol                                                       | Busséol                        |         | 45° 41′ 26″ nord, 3° 15′ 18″ est |                | |             | Image manquante Téléverser                                                          |
| Église Saint-Jean-Baptiste, Saint-Pardoux-et-Saint-Cloud de Buxières-sous-Montaigut | Buxières-sous-Montaigut        |         | 46° 12′ 15″ nord, 2° 50′ 54″ est |                | |             | Église Saint-Jean-Baptiste, Saint-Pardoux-et-Saint-Cloud de Buxières-sous-Montaigut |
| Église Notre-Dame-de-l'Assomption de Ceilloux                                       | Ceilloux                       |         | 45° 39′ 09″ nord, 3° 30′ 51″ est | « PA00091930 » | Inscrit MH | 1972        | Église Notre-Dame-de-l'Assomption de Ceilloux                                       |
| Église Saint-Julien de Celles-sur-Durolle                                           | Celles-sur-Durolle             |         | 45° 51′ 29″ nord, 3° 38′ 10″ est |                | |             | Image manquante Téléverser                                                          |
| Église Saint-Saturnin de Cellule                                                    | Cellule                        |         | 45° 56′ 51″ nord, 3° 08′ 28″ est |                | |             | Église Saint-Saturnin de Cellule                                                    |
| Église de la Nativité-de-la-Sainte-Vierge de Boisséjour                             | Ceyrat                         |         | 45° 44′ 43″ nord, 3° 03′ 40″ est |                | |             | Image manquante Téléverser                                                          |
| Église Saint-Martin de Ceyrat                                                       | Ceyrat                         |         | 45° 43′ 50″ nord, 3° 03′ 54″ est |                | |             | Image manquante Téléverser                                                          |
| Église Saint-Roch de Ceyssat                                                        | Ceyssat                        |         | 45° 45′ 48″ nord, 2° 53′ 37″ est | « IA63000314 » | |             | Église Saint-Roch de Ceyssat                                                        |
| Église Saint-Martin d'Allagnat                                                      | Ceyssat                        |         | 45° 45′ 01″ nord, 2° 55′ 04″ est | « IA63000313 » | |             | Église Saint-Martin d'Allagnat                                                      |
| Église du Sacré-Cœur-de-Marie de Chabreloche                                        | Chabreloche                    |         | 45° 52′ 40″ nord, 3° 41′ 49″ est |                | |             | Image manquante Téléverser                                                          |
| Église Saint-Amandin de Chadeleuf                                                   | Chadeleuf                      |         | 45° 35′ 17″ nord, 3° 10′ 42″ est |                | |             | Église Saint-Amandin de Chadeleuf                                                   |
| Église Sainte-Foy de Chalus                                                         | Chalus                         |         | 45° 28′ 00″ nord, 3° 12′ 37″ est | « PA00092483 » | Inscrit MH | 1989        | Église Sainte-Foy de Chalus                                                         |
| Église Notre-Dame de Chamalières                                                    | Chamalières                    |         | 45° 46′ 36″ nord, 3° 04′ 04″ est | « PA00091934 » | Classé MH | 1840        | Église Notre-Dame de Chamalières                                                    |
| Église Saint-Paul de Chamalières                                                    | Chamalières                    |         | 45° 46′ 27″ nord, 3° 03′ 38″ est | « PA00091935 » | Inscrit MH | 1942        | Image manquante Téléverser                                                          |
| Église Saint-Barthélemy de Chambaron-sur-Morge                                      | Chambaron sur Morge            |         | 45° 57′ 58″ nord, 3° 09′ 37″ est |                | |             | Image manquante Téléverser                                                          |
| Église Saint-Pierre de Chambon-sur-Dolore                                           | Chambon-sur-Dolore             |         | 45° 29′ 50″ nord, 3° 36′ 47″ est |                | |             | Image manquante Téléverser                                                          |
| Église Saint-Étienne de Chambon-sur-Lac                                             | Chambon-sur-Lac                |         | 45° 34′ 15″ nord, 2° 53′ 54″ est | « PA00091939 » | Inscrit MH | 1925        | Église Saint-Étienne de Chambon-sur-Lac                                             |
| Église Saint-Barthélemy de Champagnat-le-Jeune                                      | Champagnat-le-Jeune            |         | 45° 27′ 01″ nord, 3° 25′ 35″ est |                | |             | Église Saint-Barthélemy de Champagnat-le-Jeune                                      |
| Église Sainte-Croix de Champeix                                                     | Champeix                       |         | 45° 35′ 12″ nord, 3° 07′ 45″ est | « PA00091943 » | Inscrit MH Abside | 1926        | Église Sainte-Croix de Champeix                                                     |
| Église Saint-Jean du Marchidial et son presbytère                                   | Champeix                       |         | 45° 35′ 12″ nord, 3° 07′ 37″ est | « PA00092503 » | Inscrit MH | 2006        | Église Saint-Jean du Marchidial et son presbytère                                   |
| Église Saint-Pierre de Champs                                                       | Champs                         |         | 46° 03′ 24″ nord, 3° 05′ 02″ est |                | |             | Image manquante Téléverser                                                          |
| Église Notre-Dame-de-Mons de Champétières                                           | Champétières                   |         | 45° 31′ 08″ nord, 3° 39′ 48″ est | « PA00092504 » | Inscrit MH | 1990        | Église Notre-Dame-de-Mons de Champétières                                           |
| Église Saint-Sébastien de Champétières                                              | Champétières                   |         | 45° 31′ 12″ nord, 3° 41′ 45″ est | « PA00092505 » | Inscrit MH | 1990        | Église Saint-Sébastien de Champétières                                              |
| Église Saint-Pierre-aux-Liens de Chaméane                                           | Chaméane                       |         | 45° 30′ 45″ nord, 3° 27′ 04″ est | « PA00091942 » | Inscrit MH | 1987        | Image manquante Téléverser                                                          |
| Église Saint-Louis de Chanat-la-Mouteyre                                            | Chanat-la-Mouteyre             |         | 45° 49′ 46″ nord, 3° 00′ 53″ est |                | |             | Image manquante Téléverser                                                          |
| Église Saint-Étienne de Chanonat                                                    | Chanonat                       |         | 45° 41′ 31″ nord, 3° 05′ 47″ est | « PA00091950 » | Inscrit MH | 1986        | Église Saint-Étienne de Chanonat                                                    |
| Église Saint-Julien-de-Brioude de Jussat                                            | Chanonat                       |         | 45° 42′ 09″ nord, 3° 06′ 32″ est |                | |             | Église Saint-Julien-de-Brioude de Jussat                                            |
| Église Saint-Pierre de Chapdes-Beaufort                                             | Chapdes-Beaufort               |         | 45° 53′ 34″ nord, 2° 51′ 43″ est |                | |             | Église Saint-Pierre de Chapdes-Beaufort                                             |
| Église Saint-François de Chappes                                                    | Chappes                        |         | 45° 52′ 10″ nord, 3° 13′ 13″ est |                | |             | Église Saint-François de Chappes                                                    |
| Église Saint-Pierre de Chaptuzat                                                    | Chaptuzat                      |         | 46° 01′ 55″ nord, 3° 10′ 38″ est | « PA00091954 » | Inscrit MH | 1925        | Image manquante Téléverser                                                          |
| Église de Charbonnier-les-Mines                                                     | Charbonnier-les-Mines          |         | 45° 24′ 58″ nord, 3° 17′ 04″ est |                | |             | Image manquante Téléverser                                                          |
| Église Saint-Bonnet de Charbonnières-les-Varennes                                   | Charbonnières-les-Varennes     |         | 45° 54′ 27″ nord, 2° 59′ 59″ est |                | |             | Église Saint-Bonnet de Charbonnières-les-Varennes                                   |
| Église Sainte-Agathe de Paugnat                                                     | Charbonnières-les-Varennes     |         | 45° 53′ 11″ nord, 2° 59′ 00″ est |                | |             | Image manquante Téléverser                                                          |
| Église Saint-Pierre de Charbonnières-les-Vieilles                                   | Charbonnières-les-Vieilles     |         | 45° 59′ 41″ nord, 2° 59′ 50″ est |                | |             | Église Saint-Pierre de Charbonnières-les-Vieilles                                   |
| Église Saint-Martin de Charensat                                                    | Charensat                      |         | 45° 59′ 10″ nord, 2° 38′ 14″ est |                | |             | Église Saint-Martin de Charensat                                                    |
| Église Saint-Rémi de Charnat                                                        | Charnat                        |         | 45° 56′ 37″ nord, 3° 25′ 56″ est |                | |             | Église Saint-Rémi de Charnat                                                        |
| Église Saint-Martin de Chas                                                         | Chas                           |         | 45° 44′ 54″ nord, 3° 18′ 07″ est | « PA00091956 » | Inscrit MH | 2013        | Image manquante Téléverser                                                          |
| Église Saint-Pierre de Chassagne                                                    | Chassagne                      |         | 45° 29′ 52″ nord, 3° 04′ 38″ est | « PA00125291 » | Inscrit MH | 1993        | Église Saint-Pierre de Chassagne                                                    |
| Église de l'abbaye cistercienne de Mégemont                                         | Chassagne                      |         | 45° 29′ 51″ nord, 3° 05′ 11″ est |                | |             | Église de l'abbaye cistercienne de Mégemont                                         |
| Église Saint-Bonnet de Chastreix                                                    | Chastreix                      |         | 45° 30′ 45″ nord, 2° 44′ 03″ est | « PA00091963 » | Classé MH | 1907        | Église Saint-Bonnet de Chastreix                                                    |
| Église Saint-Pierre de Chaumont-le-Bourg                                            | Chaumont-le-Bourg              |         | 45° 26′ 58″ nord, 3° 46′ 18″ est |                | |             | Image manquante Téléverser                                                          |
| Église Saint-Julien de Chauriat                                                     | Chauriat                       |         | 45° 45′ 04″ nord, 3° 16′ 47″ est | « PA00091974 » | Classé MH | 1840        | Église Saint-Julien de Chauriat                                                     |
| Église Sainte-Marie de Chauriat                                                     | Chauriat                       |         | 45° 45′ 02″ nord, 3° 16′ 47″ est | « PA00091975 » | Inscrit MH | 1926        | Église Sainte-Marie de Chauriat                                                     |
| Église Saint-Léger de Chavaroux                                                     | Chavaroux                      |         | 45° 51′ 03″ nord, 3° 15′ 37″ est |                | |             | Église Saint-Léger de Chavaroux                                                     |
| Église Saint-Martin de Chidrac                                                      | Chidrac                        |         | 45° 33′ 16″ nord, 3° 08′ 55″ est |                | |             | Église Saint-Martin de Chidrac                                                      |
| Église Saint-Martin de Château-sur-Cher                                             | Château-sur-Cher               |         | 46° 07′ 05″ nord, 2° 33′ 22″ est |                | |             | Image manquante Téléverser                                                          |
| Église Sainte-Madeleine de Châteaugay                                               | Châteaugay                     |         | 45° 51′ 01″ nord, 3° 05′ 11″ est | « PA00091961 » | Inscrit MH Pignon occidental                                                                                                | 1926        | Église Sainte-Madeleine de Châteaugay                                               |
| Église Saint-Clément de Châteaugay                                                  | Châteaugay                     |         | 45° 50′ 54″ nord, 3° 05′ 13″ est |                | |             | Image manquante Téléverser                                                          |
| Église Saint-Cyr de Châteauneuf-les-Bains                                           | Châteauneuf-les-Bains          |         | 46° 01′ 37″ nord, 2° 53′ 44″ est |                | |             | Image manquante Téléverser                                                          |
| Église Sainte-Anne de Châtel-Guyon                                                  | Châtel-Guyon                   |         | 45° 55′ 29″ nord, 3° 03′ 50″ est |                | |             | Église Sainte-Anne de Châtel-Guyon                                                  |
| Église Saint-Hippolyte de Saint-Hippolyte (Puy-de-Dôme)                             | Châtel-Guyon                   |         | 45° 54′ 35″ nord, 3° 03′ 14″ est |                | |             | Image manquante Téléverser                                                          |
| Église Saint-Sulpice de Châteldon                                                   | Châteldon                      |         | 45° 58′ 40″ nord, 3° 31′ 09″ est | « PA00091967 » | Inscrit MH | 1925        | Église Saint-Sulpice de Châteldon                                                   |
| Église Saint-Antoine-de-Padoue de Lavergne                                          | Cisternes-la-Forêt             |         | 45° 48′ 05″ nord, 2° 42′ 58″ est |                | |             | Image manquante Téléverser                                                          |
| Église Sainte-Marguerite de Cisternes-la-Forêt                                      | Cisternes-la-Forêt             |         | 45° 47′ 24″ nord, 2° 42′ 22″ est |                | |             | Église Sainte-Marguerite de Cisternes-la-Forêt                                      |
| Église Saint-Jean-Baptiste de la Forêt                                              | Cisternes-la-Forêt             |         | 45° 47′ 26″ nord, 2° 42′ 23″ est |                | |             | Image manquante Téléverser                                                          |
| Église Saint-Amable de Clerlande                                                    | Clerlande                      |         | 45° 55′ 08″ nord, 3° 11′ 31″ est |                | |             | Image manquante Téléverser                                                          |
| Basilique Notre-Dame-du-Port                                                        | Clermont-Ferrand               |         | 45° 46′ 50″ nord, 3° 05′ 22″ est | « PA00091988 » | Classé MH | 1840        | Basilique Notre-Dame-du-Port                                                        |
| Cathédrale Notre-Dame-de-l'Assomption de Clermont-Ferrand                           | Clermont-Ferrand               |         | 45° 46′ 43″ nord, 3° 05′ 09″ est | « PA00091979 » | Classé MH | 1862        | Cathédrale Notre-Dame-de-l'Assomption de Clermont-Ferrand                           |
| Église Notre-Dame-de-Prospérité de Clermont-Ferrand                                 | Clermont-Ferrand               |         | 45° 47′ 35″ nord, 3° 06′ 51″ est | « PA00092045 » | Classé MH | 1846        | Église Notre-Dame-de-Prospérité de Clermont-Ferrand                                 |
| Église Saint-Eutrope                                                                | Clermont-Ferrand               |         | 45° 46′ 55″ nord, 3° 04′ 56″ est | « PA00091989 » | Inscrit MH | 1986        | Église Saint-Eutrope                                                                |
| Église Saint-Pierre (démolie)                                                       | Clermont-Ferrand               |         | 45° 46′ 33″ nord, 3° 05′ 00″ est | PM63000406     | Classé MH (Bas-relief) | 1910        | Église Saint-Pierre (démolie)                                                       |
| Église Saint-Pierre-des-Minimes                                                     | Clermont-Ferrand               |         | 45° 46′ 38″ nord, 3° 04′ 55″ est | « PA00091992 » | Inscrit MH | 1987        | Église Saint-Pierre-des-Minimes                                                     |
| Église Saint-Genès des Carmes                                                       | Clermont-Ferrand               |         | 45° 46′ 36″ nord, 3° 05′ 16″ est | « PA00091990 » | Inscrit MH | 1961        | Église Saint-Genès des Carmes                                                       |
| Église Saint-Laurent de Clermont-Ferrand                                            | Clermont-Ferrand               |         | 45° 46′ 49″ nord, 3° 05′ 26″ est | « PA00091991 » | Classé MH Abside | 1976        | Église Saint-Laurent de Clermont-Ferrand                                            |
| Église Saint-Joseph de Clermont-Ferrand                                             | Clermont-Ferrand               |         | 45° 46′ 48″ nord, 3° 05′ 55″ est | « PA63000036 » | Inscrit MH | 2001        | Église Saint-Joseph de Clermont-Ferrand                                             |
| Église du Sacré-Cœur de Clermont-Ferrand                                            | Clermont-Ferrand               |         | 45° 46′ 19″ nord, 3° 05′ 56″ est |                | |             | Église du Sacré-Cœur de Clermont-Ferrand                                            |
| Église Notre-Dame-de-la-Route de Clermont-Ferrand                                   | Clermont-Ferrand               |         | 45° 47′ 05″ nord, 3° 03′ 56″ est |                | |             | Image manquante Téléverser                                                          |
| Église Saint-Vincent-de-Paul de Clermont-Ferrand                                    | Clermont-Ferrand               |         | 45° 47′ 38″ nord, 3° 05′ 53″ est |                | |             | Image manquante Téléverser                                                          |
| Église Sainte-Jeanne-d'Arc de Clermont-Ferrand                                      | Clermont-Ferrand               |         | 45° 46′ 06″ nord, 3° 04′ 49″ est |                | |             | Église Sainte-Jeanne-d'Arc de Clermont-Ferrand                                      |
| Église Sainte-Thérèse de Clermont-Ferrand                                           | Clermont-Ferrand               |         | 45° 47′ 38″ nord, 3° 04′ 53″ est |                | |             | Image manquante Téléverser                                                          |
| Église Notre-Dame de Neyrat                                                         | Clermont-Ferrand               |         | 45° 48′ 32″ nord, 3° 06′ 09″ est |                | |             | Image manquante Téléverser                                                          |
| Église Jésus-Ouvrier de Clermont-Ferrand                                            | Clermont-Ferrand               |         | 45° 48′ 32″ nord, 3° 07′ 13″ est |                | |             | Image manquante Téléverser                                                          |
| Église Saint-Austremoine de Clermont-Ferrand                                        | Clermont-Ferrand               |         | 45° 45′ 52″ nord, 3° 07′ 07″ est |                | |             | Image manquante Téléverser                                                          |
| Église Saint-Germain-et-Saint-Barthélemy de Clémensat                               | Clémensat                      |         | 45° 33′ 46″ nord, 3° 06′ 14″ est |                | |             | Église Saint-Germain-et-Saint-Barthélemy de Clémensat                               |
| Église Saint-Eutrope de Collanges                                                   | Collanges                      |         | 45° 26′ 15″ nord, 3° 13′ 12″ est |                | |             | Image manquante Téléverser                                                          |
| Église Saint-Martial de Combrailles                                                 | Combrailles                    |         | 45° 50′ 24″ nord, 2° 38′ 01″ est |                | |             | Image manquante Téléverser                                                          |
| Église Saint-Genès-le-Comte de Combronde                                            | Combronde                      |         | 45° 58′ 43″ nord, 3° 05′ 21″ est | « PA00092083 » | Inscrit MH | 2000        | Église Saint-Genès-le-Comte de Combronde                                            |
| Église Saint-Georges de Compains                                                    | Compains                       |         | 45° 26′ 30″ nord, 2° 55′ 36″ est | « PA00092085 » | Classé MH | 1904        | Église Saint-Georges de Compains                                                    |
| Église de la Translation-de-Saint-Martin de Condat-en-Combraille                    | Condat-en-Combraille           |         | 45° 51′ 09″ nord, 2° 33′ 47″ est |                | |             | Église de la Translation-de-Saint-Martin de Condat-en-Combraille                    |
| Église Saint-Pierre-ès-Liens de Condat-lès-Montboissier                             | Condat-lès-Montboissier        |         | 45° 32′ 59″ nord, 3° 29′ 53″ est |                | |             | Image manquante Téléverser                                                          |
| Église Saint-Joseph de Corent                                                       | Corent                         |         | 45° 40′ 00″ nord, 3° 11′ 40″ est |                | |             | Image manquante Téléverser                                                          |
| Église Saint-André de Coudes                                                        | Coudes                         |         | 45° 36′ 52″ nord, 3° 12′ 34″ est |                | |             | Église Saint-André de Coudes                                                        |
| Église Saint-Christophe de Courgoul                                                 | Courgoul                       |         | 45° 30′ 49″ nord, 3° 02′ 18″ est |                | |             | Église Saint-Christophe de Courgoul                                                 |
| Église Saint-Pierre de Cournols                                                     | Cournols                       |         | 45° 38′ 50″ nord, 3° 01′ 56″ est |                | |             | Église Saint-Pierre de Cournols                                                     |
| Église de l'abbaye bénédictine Notre-Dame de Randol                                 | Cournols                       |         | 45° 38′ 37″ nord, 3° 04′ 24″ est |                | |             | Église de l'abbaye bénédictine Notre-Dame de Randol                                 |
| Église Saint-Martin de Cournon-d'Auvergne                                           | Cournon-d'Auvergne             |         | 45° 44′ 33″ nord, 3° 11′ 49″ est | « PA00092091 » | Classé MH Abside et les quatre travées qui la précèdent, avec leurs bas-côtés                                               | 1912        | Église Saint-Martin de Cournon-d'Auvergne                                           |
| Église Notre-Dame-du-Lac de Cournon-d'Auvergne                                      | Cournon-d'Auvergne             |         | 45° 43′ 52″ nord, 3° 12′ 01″ est |                | |             | Image manquante Téléverser                                                          |
| Église Saint-Martin de Courpière                                                    | Courpière                      |         | 45° 45′ 17″ nord, 3° 32′ 19″ est | « PA00092093 » | Classé MH | 1886        | Église Saint-Martin de Courpière                                                    |
| Église Saint-Martin de Courtesserre                                                 | Courpière                      |         | 45° 44′ 40″ nord, 3° 30′ 58″ est | « PA00092094 » | Inscrit MH | 1926        | Image manquante Téléverser                                                          |
| Église de Creste                                                                    | Creste                         |         | 45° 32′ 58″ nord, 3° 02′ 38″ est |                | |             | Image manquante Téléverser                                                          |
| Église de la Translation-de-Saint-Martin de Crevant-Laveine                         | Crevant-Laveine                |         | 45° 54′ 52″ nord, 3° 22′ 30″ est |                | |             | Église de la Translation-de-Saint-Martin de Crevant-Laveine                         |
| Église Sainte-Marie-Madeleine de Cros                                               | Cros                           |         | 45° 28′ 25″ nord, 2° 36′ 04″ est | « IA63000003 » | |             | Église Sainte-Marie-Madeleine de Cros                                               |
| Église Notre-Dame de Culhat                                                         | Culhat                         |         | 45° 51′ 51″ nord, 3° 20′ 07″ est | « PA00092107 » | Classé MH | 1886        | Église Notre-Dame de Culhat                                                         |
| Église Saint-Martin de Cunlhat                                                      | Cunlhat                        |         | 45° 37′ 58″ nord, 3° 33′ 36″ est | « PA00092109 » | Classé MH | 1912        | Église Saint-Martin de Cunlhat                                                      |
| Église de l'Invention-de-Saint-Étienne de Cébazat                                   | Cébazat                        |         | 45° 49′ 52″ nord, 3° 06′ 00″ est |                | |             | Image manquante Téléverser                                                          |
| Église Saint-Antoine de Dallet                                                      | Dallet                         |         | 45° 46′ 05″ nord, 3° 14′ 00″ est |                | |             | Image manquante Téléverser                                                          |
| Église Saint-Géraud de Dauzat-sur-Vodable                                           | Dauzat-sur-Vodable             |         | 45° 28′ 58″ nord, 3° 06′ 05″ est | « PA00092110 » | Inscrit MH | 1969        | Église Saint-Géraud de Dauzat-sur-Vodable                                           |
| Église Saint-Julien de Davayat                                                      | Davayat                        |         | 45° 56′ 51″ nord, 3° 06′ 16″ est |                | |             | Image manquante Téléverser                                                          |
| Église Saint-Loup de Domaize                                                        | Domaize                        |         | 45° 41′ 18″ nord, 3° 32′ 04″ est |                | |             | Image manquante Téléverser                                                          |
| Église Saint-Barthélemy de Doranges                                                 | Doranges                       |         | 45° 24′ 24″ nord, 3° 36′ 57″ est | « IA00060436 » | |             | Image manquante Téléverser                                                          |
| Église Saint-Étienne de Dorat                                                       | Dorat                          |         | 45° 53′ 33″ nord, 3° 28′ 51″ est |                | |             | Église Saint-Étienne de Dorat                                                       |
| Église Saint-Blaise de Dore-l'Église                                                | Dore-l'Église                  |         | 45° 22′ 57″ nord, 3° 45′ 09″ est | « PA00092113 » | Inscrit MH | 1961        | Église Saint-Blaise de Dore-l'Église                                                |
| Église Saint-Roch de Durmignat                                                      | Durmignat                      |         | 46° 11′ 11″ nord, 2° 53′ 22″ est |                | |             | Image manquante Téléverser                                                          |
| Église Saint-Cyr de Durtol                                                          | Durtol                         |         | 45° 47′ 42″ nord, 3° 03′ 08″ est |                | |             | Église Saint-Cyr de Durtol                                                          |
| Église Saint-Blaise d'Effiat                                                        | Effiat                         |         | 46° 02′ 36″ nord, 3° 15′ 14″ est | « PA00092117 » | Classé MH | 1972        | Image manquante Téléverser                                                          |
| Collégiale Saint-Victor et Sainte-Couronne d'Ennezat                                | Ennezat                        |         | 45° 53′ 53″ nord, 3° 13′ 13″ est | « PA00092120 » | Classé MH | 1840        | Collégiale Saint-Victor et Sainte-Couronne d'Ennezat                                |
| Église Saint-Claude d'Entraigues                                                    | Entraigues                     |         | 45° 53′ 29″ nord, 3° 15′ 36″ est |                | |             | Église Saint-Claude d'Entraigues                                                    |
| Église Saint-Jean-Baptiste d'Enval                                                  | Enval                          |         | 45° 53′ 57″ nord, 3° 03′ 03″ est |                | |             | Église Saint-Jean-Baptiste d'Enval                                                  |
| Église Saint-Sulpice-le-Pieux d'Escoutoux                                           | Escoutoux                      |         | 45° 49′ 13″ nord, 3° 33′ 49″ est |                | |             | Église Saint-Sulpice-le-Pieux d'Escoutoux                                           |
| Église Saint-Martin d'Espinasse                                                     | Espinasse                      |         | 46° 02′ 18″ nord, 2° 42′ 42″ est |                | |             | Église Saint-Martin d'Espinasse                                                     |
| Église Saint-Nicolas d'Espinchal                                                    | Espinchal                      |         | 45° 23′ 37″ nord, 2° 52′ 49″ est |                | |             | Église Saint-Nicolas d'Espinchal                                                    |
| Église Saint-Julien d'Espirat                                                       | Espirat                        |         | 45° 45′ 03″ nord, 3° 20′ 04″ est | « PA00092124 » | Inscrit MH | 1926        | Église Saint-Julien d'Espirat                                                       |
| Église Sainte-Madeleine d'Estandeuil                                                | Estandeuil                     |         | 45° 40′ 50″ nord, 3° 26′ 32″ est | « PA00092524 » | Inscrit MH | 1990        | Église Sainte-Madeleine d'Estandeuil                                                |
| Église Saint-Jean d'Esteil                                                          | Esteil                         |         | 45° 27′ 10″ nord, 3° 21′ 55″ est | « PA00092127 » | Classé MH | 1922        | Église Saint-Jean d'Esteil                                                          |
| Église Saint-Barthélemy de Fayet-Ronaye                                             | Fayet-Ronaye                   |         | 45° 25′ 29″ nord, 3° 32′ 11″ est |                | |             | Image manquante Téléverser                                                          |
| Église Saint-Laurent de Ronaye                                                      | Fayet-Ronaye                   |         | 45° 25′ 08″ nord, 3° 31′ 30″ est |                | |             | Église Saint-Laurent de Ronaye                                                      |
| Église Saint-Pierre-ès-Liens de Fayet-le-Château                                    | Fayet-le-Château               |         | 45° 40′ 43″ nord, 3° 24′ 42″ est |                | |             | Église Saint-Pierre-ès-Liens de Fayet-le-Château                                    |
| Église Saint-Pardoux de Fernoël                                                     | Fernoël                        |         | 45° 48′ 35″ nord, 2° 26′ 06″ est |                | |             | Église Saint-Pardoux de Fernoël                                                     |
| Église Saint-Domnin de Flat                                                         | Flat                           |         | 45° 34′ 13″ nord, 3° 18′ 10″ est |                | |             | Église Saint-Domnin de Flat                                                         |
| Église Notre-Dame-de-la-Nativité de Fournols                                        | Fournols                       |         | 45° 31′ 05″ nord, 3° 35′ 17″ est |                | |             | Église Notre-Dame-de-la-Nativité de Fournols                                        |
| Église Saint-Georges de Gelles                                                      | Gelles                         |         | 45° 46′ 10″ nord, 2° 45′ 46″ est | « IA63000347 » | |             | Église Saint-Georges de Gelles                                                      |
| Église Saint-Jean de Monges                                                         | Gelles                         |         | 45° 44′ 26″ nord, 2° 47′ 25″ est | « IA63000352 » | |             | Image manquante Téléverser                                                          |
| Église Saint-Bonnet de Gerzat                                                       | Gerzat                         |         | 45° 49′ 27″ nord, 3° 08′ 38″ est |                | |             | Église Saint-Bonnet de Gerzat                                                       |
| Église Saint-Barthélemy de Giat                                                     | Giat                           |         | 45° 48′ 12″ nord, 2° 28′ 01″ est |                | |             | Église Saint-Barthélemy de Giat                                                     |
| Église Saint-Pierre-ès-Liens de Gignat                                              | Gignat                         |         | 45° 28′ 47″ nord, 3° 13′ 14″ est |                | |             | Église Saint-Pierre-ès-Liens de Gignat                                              |
| Église de la Translation-de-Saint-Nicolas de Gimeaux                                | Gimeaux                        |         | 45° 56′ 58″ nord, 3° 05′ 34″ est |                | |             | Église de la Translation-de-Saint-Nicolas de Gimeaux                                |
| Église Saint-Jean de Glaine-Montaigut                                               | Glaine-Montaigut               |         | 45° 45′ 20″ nord, 3° 23′ 21″ est | « PA00092133 » | Classé MH | 1903        | Église Saint-Jean de Glaine-Montaigut                                               |
| Église Saint-Pierre de Gouttières                                                   | Gouttières                     |         | 46° 03′ 46″ nord, 2° 46′ 12″ est |                | |             | Église Saint-Pierre de Gouttières                                                   |
| Église Saint-Loup de Grandeyrolles                                                  | Grandeyrolles                  |         | 45° 34′ 37″ nord, 3° 03′ 26″ est | « PA00092134 » | Classé MH | 1972        | Église Saint-Loup de Grandeyrolles                                                  |
| Église Saint-Joseph de Grandrif                                                     | Grandrif                       |         | 45° 30′ 19″ nord, 3° 49′ 02″ est |                | |             | Image manquante Téléverser                                                          |
| Église Saint-Pierre de Grandval                                                     | Grandval                       |         | 45° 35′ 55″ nord, 3° 38′ 48″ est | « PA00092135 » | Classé MH | 1969        | Image manquante Téléverser                                                          |
| Église Notre-Dame d'Herment                                                         | Herment                        |         | 45° 45′ 12″ nord, 2° 34′ 07″ est | « PA00092136 » | Classé MH | 1862        | Église Notre-Dame d'Herment                                                         |
| Église Sainte-Anne d'Heume-l'Église                                                 | Heume-l'Église                 |         | 45° 43′ 06″ nord, 2° 44′ 01″ est | « PA00092137 » | Classé MH | 1905        | Église Sainte-Anne d'Heume-l'Église                                                 |
| Église Saint-Pierre d'Isserteaux                                                    | Isserteaux                     |         | 45° 39′ 09″ nord, 3° 23′ 11″ est | « PA63000085 » | Inscrit MH | 2006        | Église Saint-Pierre d'Isserteaux                                                    |
| Église Saint-Austremoine d'Issoire                                                  | Issoire                        |         | 45° 32′ 37″ nord, 3° 15′ 01″ est | « PA00092139 » | Classé MH | 1840        | Église Saint-Austremoine d'Issoire                                                  |
| Église Saint-Loup de Job                                                            | Job                            |         | 45° 36′ 55″ nord, 3° 44′ 44″ est | « PA00092146 » | Inscrit MH | 1926        | Église Saint-Loup de Job                                                            |
| Église Saint-Pierre-ès-Liens de Joze                                                | Joze                           |         | 45° 51′ 51″ nord, 3° 18′ 09″ est | « IA00122892 » | |             | Image manquante Téléverser                                                          |
| Église Sainte-Madeleine de Tissonnières                                             | Joze                           |         | 45° 52′ 56″ nord, 3° 19′ 11″ est | « IA00122891 » | |             | Image manquante Téléverser                                                          |
| Église Saint-Christophe de Jozerand                                                 | Jozerand                       |         | 46° 01′ 31″ nord, 3° 05′ 54″ est |                | |             | Image manquante Téléverser                                                          |
| Église de la Nativité-de-la-Bienheureuse-Vierge-Marie de Jumeaux                    | Jumeaux                        |         | 45° 26′ 00″ nord, 3° 20′ 24″ est |                | |             | Église de la Nativité-de-la-Bienheureuse-Vierge-Marie de Jumeaux                    |
| Église Saint-Joseph de La Bourboule                                                 | La Bourboule                   |         | 45° 35′ 21″ nord, 2° 44′ 28″ est | « IA63000702 » | |             | Église Saint-Joseph de La Bourboule                                                 |
| Église Saint-Pardoux de La Celle                                                    | La Celle                       |         | 45° 51′ 15″ nord, 2° 28′ 36″ est | « PA00091931 » | Inscrit MH Façades, toitures, ainsi que la croix située devant l'église                                                     | 1973        | Église Saint-Pardoux de La Celle                                                    |
| Église Saint-Avit-1er de La Cellette                                                | La Cellette                    |         | 46° 06′ 10″ nord, 2° 43′ 12″ est |                | |             | Église Saint-Avit-1er de La Cellette                                                |
| Église Saint-Blaise de La Chapelle-Agnon                                            | La Chapelle-Agnon              |         | 45° 37′ 59″ nord, 3° 38′ 21″ est | « PA00091952 » | Inscrit MH | 1976        | Église Saint-Blaise de La Chapelle-Agnon                                            |
| Église Saint-Pierre de La Chapelle-Marcousse                                        | La Chapelle-Marcousse          |         | 45° 26′ 49″ nord, 3° 05′ 46″ est |                | |             | Église Saint-Pierre de La Chapelle-Marcousse                                        |
| Église Saint-Julien de La Chapelle-sur-Usson                                        | La Chapelle-sur-Usson          |         | 45° 27′ 55″ nord, 3° 23′ 57″ est | « PA63000099 » | Inscrit MH | 2010        | Image manquante Téléverser                                                          |
| Église Saint-Jean-Baptiste de La Chaulme                                            | La Chaulme                     |         | 45° 27′ 57″ nord, 3° 56′ 38″ est | « PA00091972 » | Inscrit MH | 1982        | Église Saint-Jean-Baptiste de La Chaulme                                            |
| Église Saint-Menelée de La Crouzille                                                | La Crouzille                   |         | 46° 10′ 51″ nord, 2° 44′ 44″ est | « PA00092106 » | Inscrit MH | 2011        | Église Saint-Menelée de La Crouzille                                                |
| Église Saint-Joseph de La Forie                                                     | La Forie                       |         | 45° 35′ 26″ nord, 3° 45′ 42″ est |                | |             | Image manquante Téléverser                                                          |
| Église Saint-Blaise de La Godivelle                                                 | La Godivelle                   |         | 45° 23′ 18″ nord, 2° 55′ 21″ est |                | |             | Église Saint-Blaise de La Godivelle                                                 |
| Église de l'Immaculée-Conception de La Goutelle                                     | La Goutelle                    |         | 45° 50′ 30″ nord, 2° 45′ 28″ est |                | |             | Église de l'Immaculée-Conception de La Goutelle                                     |
| Église Saint-Antoine-de-Padoue de La Monnerie-le-Montel                             | La Monnerie-le-Montel          |         | 45° 52′ 14″ nord, 3° 36′ 19″ est |                | |             | Église Saint-Antoine-de-Padoue de La Monnerie-le-Montel                             |
| Église Saint-Pierre de la Renaudie                                                  | La Renaudie                    |         | 45° 44′ 06″ nord, 3° 43′ 15″ est |                | |             | Image manquante Téléverser                                                          |
| Église Saint-Jean-Baptiste de Gergovie                                              | La Roche-Blanche               |         | 45° 42′ 46″ nord, 3° 07′ 35″ est | « PA63000006 » | Inscrit MH | 1996        | Église Saint-Jean-Baptiste de Gergovie                                              |
| Église de la Nativité-de-la-Bienheureuse-Vierge-Marie de La Roche-Blanche           | La Roche-Blanche               |         | 45° 42′ 04″ nord, 3° 07′ 36″ est |                | |             | Image manquante Téléverser                                                          |
| Église Saint-Symphorien de La Roche-Noire                                           | La Roche-Noire                 |         | 45° 42′ 27″ nord, 3° 13′ 28″ est |                | |             | Image manquante Téléverser                                                          |
| Église Saint-Jean-Baptiste de La Sauvetat                                           | La Sauvetat                    |         | 45° 38′ 09″ nord, 3° 10′ 15″ est |                | |             | Image manquante Téléverser                                                          |
| Église Saint-Pardoux de La Tour-d'Auvergne                                          | La Tour-d'Auvergne             |         | 45° 32′ 18″ nord, 2° 40′ 46″ est | « PA00092448 » | Classé MH | 1918        | Église Saint-Pardoux de La Tour-d'Auvergne                                          |
| Église Saint-Louis de La Tour-d'Auvergne                                            | La Tour-d'Auvergne             |         | 45° 31′ 58″ nord, 2° 41′ 22″ est | « IA63000101 » | |             | Église Saint-Louis de La Tour-d'Auvergne                                            |
| Église Notre-Dame de Labessette                                                     | Labessette                     |         | 45° 29′ 22″ nord, 2° 32′ 16″ est | « PA00092149 » | Inscrit MH | 1926        | Église Notre-Dame de Labessette                                                     |
| Église Saint-Bonnet de Lachaux                                                      | Lachaux                        |         | 45° 59′ 41″ nord, 3° 35′ 40″ est | « IA00051283 » | |             | Image manquante Téléverser                                                          |
| Église Notre-Dame de Mailhat                                                        | Lamontgie                      |         | 45° 28′ 53″ nord, 3° 18′ 59″ est | « PA00092150 » | Classé MH | 1859        | Église Notre-Dame de Mailhat                                                        |
| Église de l'Assomption de Lamontgie                                                 | Lamontgie                      |         | 45° 28′ 26″ nord, 3° 19′ 57″ est |                | |             | Église de l'Assomption de Lamontgie                                                 |
| Église Saint-Pierre de Landogne                                                     | Landogne                       |         | 45° 52′ 39″ nord, 2° 39′ 26″ est |                | |             | Image manquante Téléverser                                                          |
| Église Notre-Dame de Lapeyrouse                                                     | Lapeyrouse                     |         | 46° 13′ 28″ nord, 2° 52′ 15″ est |                | |             | Église Notre-Dame de Lapeyrouse                                                     |
| Église Saint-Blaise de Laps                                                         | Laps                           |         | 45° 40′ 25″ nord, 3° 16′ 10″ est |                | |             | Image manquante Téléverser                                                          |
| Église Sainte-Marie-Madeleine de Laqueuille                                         | Laqueuille                     |         | 45° 39′ 03″ nord, 2° 43′ 56″ est |                | |             | Image manquante Téléverser                                                          |
| Église de la Translation-de-Saint-Martin de Larodde                                 | Larodde                        |         | 45° 31′ 32″ nord, 2° 33′ 02″ est | « IA63000289 » | |             | Église de la Translation-de-Saint-Martin de Larodde                                 |
| Église de la Nativité-de-Saint-Jean-Baptiste de Lastic                              | Lastic                         |         | 45° 42′ 39″ nord, 2° 34′ 06″ est |                | |             | Image manquante Téléverser                                                          |
| Église Saints-Cosme-et-Damien du Breuil-sur-Couze                                   | Le Breuil-sur-Couze            |         | 45° 28′ 03″ nord, 3° 15′ 52″ est |                | |             | Église Saints-Cosme-et-Damien du Breuil-sur-Couze                                   |
| Église de l'Assomption du Broc                                                      | Le Broc                        |         | 45° 30′ 02″ nord, 3° 14′ 42″ est |                | |             | Église de l'Assomption du Broc                                                      |
| Église Saint-Jean-Baptiste du Brugeron                                              | Le Brugeron                    |         | 45° 42′ 44″ nord, 3° 43′ 10″ est | « IA00053427 » | |             | Image manquante Téléverser                                                          |
| Église Saint-Pierre du Cendre                                                       | Le Cendre                      |         | 45° 43′ 14″ nord, 3° 11′ 14″ est |                | |             | Image manquante Téléverser                                                          |
| Église Saint-Joseph du Cheix                                                        | Le Cheix                       |         | 45° 57′ 19″ nord, 3° 10′ 17″ est |                | |             | Église Saint-Joseph du Cheix                                                        |
| Église Notre-Dame-de-l'Assomption du Crest                                          | Le Crest                       |         | 45° 41′ 12″ nord, 3° 07′ 28″ est | « PA00092101 » | Classé MH | 1907        | Église Notre-Dame-de-l'Assomption du Crest                                          |
| Église Notre-Dame-de-l'Assomption du Crest                                          | Le Crest                       |         | 45° 41′ 12″ nord, 3° 07′ 28″ est | « PA00092101 » | Classé MH | 1907        | Église Notre-Dame-de-l'Assomption du Crest                                          |
| Église Saint-Antoine du Monestier                                                   | Le Monestier                   |         | 45° 33′ 49″ nord, 3° 39′ 46″ est | « PA00092190 » | Classé MH | 1976        | Église Saint-Antoine du Monestier                                                   |
| Église Saint-Saturnin du Quartier                                                   | Le Quartier                    |         | 46° 07′ 18″ nord, 2° 45′ 45″ est |                | |             | Église Saint-Saturnin du Quartier                                                   |
| Église Sainte-Marguerite du Vernet-Sainte-Marguerite                                | Le Vernet-Sainte-Marguerite    |         | 45° 36′ 36″ nord, 2° 56′ 56″ est |                | |             | Église Sainte-Marguerite du Vernet-Sainte-Marguerite                                |
| Église de l'Invention-de-Saint-Étienne de Lempdes                                   | Lempdes                        |         | 45° 46′ 11″ nord, 3° 11′ 52″ est |                | |             | Image manquante Téléverser                                                          |
| Église Saint-Julien de Lempty                                                       | Lempty                         |         | 45° 49′ 38″ nord, 3° 19′ 54″ est |                | |             | Église Saint-Julien de Lempty                                                       |
| Église Notre-Dame de Comps                                                          | Les Ancizes-Comps              |         | 45° 56′ 45″ nord, 2° 47′ 30″ est | « PA00091861 » | Classé MH | 1961        | Église Notre-Dame de Comps                                                          |
| Église Notre-Dame des Ancizes                                                       | Les Ancizes-Comps              |         | 45° 55′ 29″ nord, 2° 48′ 32″ est |                | |             | Image manquante Téléverser                                                          |
| Église du Sacré-Cœur des Martres-d'Artière                                          | Les Martres-d'Artière          |         | 45° 50′ 01″ nord, 3° 15′ 36″ est |                | |             | Image manquante Téléverser                                                          |
| Église Saint-Martial des Martres-de-Veyre                                           | Les Martres-de-Veyre           |         | 45° 41′ 02″ nord, 3° 11′ 22″ est |                | |             | Église Saint-Martial des Martres-de-Veyre                                           |
| Église de l'Assomption des Pradeaux                                                 | Les Pradeaux                   |         | 45° 30′ 44″ nord, 3° 17′ 43″ est |                | |             | Église de l'Assomption des Pradeaux                                                 |
| Église Notre-Dame de Lezoux                                                         | Lezoux                         |         | 45° 49′ 34″ nord, 3° 22′ 46″ est | « PA00092155 » | Classé MH | 1889        | Image manquante Téléverser                                                          |
| Église Saint-Pierre de Lezoux                                                       | Lezoux                         |         | 45° 49′ 38″ nord, 3° 22′ 43″ est |                | |             | Église Saint-Pierre de Lezoux                                                       |
| Église Saint-Hilaire de Limons                                                      | Limons                         |         | 45° 58′ 16″ nord, 3° 26′ 38″ est | « IA00122885 » | |             | Image manquante Téléverser                                                          |
| Église Notre-Dame-de-Lisseuil de Lisseuil                                           | Lisseuil                       |         | 46° 03′ 48″ nord, 2° 55′ 09″ est |                | |             | Image manquante Téléverser                                                          |
| Église Saint-Jean-Baptiste de Loubeyrat                                             | Loubeyrat                      |         | 45° 56′ 11″ nord, 3° 00′ 41″ est | « PA63000027 » | Inscrit MH | 2000        | Église Saint-Jean-Baptiste de Loubeyrat                                             |
| Église Sainte-Anne de Ludesse                                                       | Ludesse                        |         | 45° 36′ 39″ nord, 3° 06′ 39″ est |                | |             | Image manquante Téléverser                                                          |
| Église Saint-Étienne de Chaynat                                                     | Ludesse                        |         | 45° 37′ 17″ nord, 3° 05′ 18″ est |                | |             | Image manquante Téléverser                                                          |
| Église Saint-Pierre de Lussat                                                       | Lussat                         |         | 45° 50′ 24″ nord, 3° 12′ 52″ est |                | |             | Église Saint-Pierre de Lussat                                                       |
| Église Saint-Étienne de Luzillat                                                    | Luzillat                       |         | 45° 56′ 43″ nord, 3° 23′ 20″ est | « PA00092159 » | Inscrit MH | 1962        | Image manquante Téléverser                                                          |
| Église de l'Exaltation-de-la-Sainte-Croix de Madriat                                | Madriat                        |         | 45° 25′ 58″ nord, 3° 11′ 11″ est |                | |             | Église de l'Exaltation-de-la-Sainte-Croix de Madriat                                |
| Église Saint-Pierre-ès-Liens de Malintrat                                           | Malintrat                      |         | 45° 48′ 51″ nord, 3° 11′ 11″ est |                | |             | Église Saint-Pierre-ès-Liens de Malintrat                                           |
| Église Saint-Sébastien de Manglieu                                                  | Manglieu                       |         | 45° 36′ 42″ nord, 3° 21′ 04″ est | « PA00092087 » | Classé MH | 1965        | Église Saint-Sébastien de Manglieu                                                  |
| Église Notre-Dame de Manglieu                                                       | Manglieu                       |         | 45° 36′ 41″ nord, 3° 21′ 05″ est | « PA00092163 » | Inscrit MH | 1965        | Église Notre-Dame de Manglieu                                                       |
| Église Notre-Dame de Manzat                                                         | Manzat                         |         | 45° 57′ 41″ nord, 2° 56′ 29″ est |                | |             | Image manquante Téléverser                                                          |
| Église de l'Assomption de Sauterre                                                  | Manzat                         |         | 45° 54′ 49″ nord, 2° 56′ 20″ est |                | |             | Image manquante Téléverser                                                          |
| Église Saint-Clair de Marat                                                         | Marat                          |         | 45° 39′ 32″ nord, 3° 40′ 56″ est | « PA00092526 » | Inscrit MH Clocher et massif occidental                                                                                     | 1990        | Église Saint-Clair de Marat                                                         |
| Église Saint-Georges de Marcillat                                                   | Marcillat                      |         | 46° 04′ 46″ nord, 3° 02′ 09″ est |                | |             | Image manquante Téléverser                                                          |
| Église Sainte-Couronne de Mareugheol                                                | Mareugheol                     |         | 45° 29′ 18″ nord, 3° 09′ 56″ est | « PA00092165 » | Inscrit MH | 1969        | Église Sainte-Couronne de Mareugheol                                                |
| Église Saint-Étienne de Maringues                                                   | Maringues                      |         | 45° 55′ 14″ nord, 3° 19′ 41″ est | « PA00092166 » | Classé MH | 1991        | Église Saint-Étienne de Maringues                                                   |
| Église Notre-Dame de Marsac-en-Livradois                                            | Marsac-en-Livradois            |         | 45° 28′ 44″ nord, 3° 43′ 44″ est | « PA00092172 » | Classé MH | 1907        | Église Notre-Dame de Marsac-en-Livradois                                            |
| Église Notre-Dame-de-l'Assomption de Marsat                                         | Marsat                         |         | 45° 52′ 35″ nord, 3° 05′ 00″ est | « PA00092177 » | Inscrit MH | 1971        | Église Notre-Dame-de-l'Assomption de Marsat                                         |
| Église Notre-Dame-de-l'Assomption de Martres-sur-Morge                              | Martres-sur-Morge              |         | 45° 56′ 10″ nord, 3° 13′ 11″ est |                | |             | Image manquante Téléverser                                                          |
| Église de la Dédicace-de-Saint-Michel de Mauzun                                     | Mauzun                         |         | 45° 42′ 10″ nord, 3° 25′ 56″ est | « IA00118512 » | |             | Église de la Dédicace-de-Saint-Michel de Mauzun                                     |
| Église Saint-Martin de Mayres                                                       | Mayres                         |         | 45° 23′ 19″ nord, 3° 41′ 42″ est | « IA00060458 » | |             | Image manquante Téléverser                                                          |
| Église Saint-Germain de Mazaye                                                      | Mazaye                         |         | 45° 47′ 22″ nord, 2° 51′ 35″ est | « IA63000326 » | |             | Église Saint-Germain de Mazaye                                                      |
| Église Saint-Jean-Baptiste de Coheix                                                | Mazaye                         |         | 45° 45′ 39″ nord, 2° 51′ 01″ est | « IA63000328 » | |             | Image manquante Téléverser                                                          |
| Église Saint-Saturnin de Mazoires                                                   | Mazoires                       |         | 45° 23′ 34″ nord, 3° 02′ 39″ est |                | |             | Église Saint-Saturnin de Mazoires                                                   |
| Église Saint-Bonnet de Medeyrolles                                                  | Medeyrolles                    |         | 45° 24′ 16″ nord, 3° 48′ 11″ est |                | |             | Église Saint-Bonnet de Medeyrolles                                                  |
| Église Saint-Rémi de Meilhaud                                                       | Meilhaud                       |         | 45° 32′ 48″ nord, 3° 09′ 43″ est |                | |             | Église Saint-Rémi de Meilhaud                                                       |
| Abbatiale Saint-Ménélée de Menat                                                    | Menat                          |         | 46° 06′ 14″ nord, 2° 54′ 18″ est |                | |             | Abbatiale Saint-Ménélée de Menat                                                    |
| Église Saint-Pierre de Messeix                                                      | Messeix                        |         | 45° 36′ 55″ nord, 2° 32′ 27″ est | « PA00092185 » | Classé MH Fenêtre orientale de l'abside et la porte occidentale ; Inscrit MH Eglise, sauf parties classées                  | 1916 ; 1980 | Église Saint-Pierre de Messeix                                                      |
| Église Saint-Pierre-ès-Liens de Mezel                                               | Mezel                          |         | 45° 45′ 19″ nord, 3° 14′ 31″ est |                | |             | Image manquante Téléverser                                                          |
| Église Saint-Genès de Mirefleurs                                                    | Mirefleurs                     |         | 45° 41′ 37″ nord, 3° 13′ 20″ est |                | |             | Image manquante Téléverser                                                          |
| Église Saint-Bonnet de Miremont                                                     | Miremont                       |         | 45° 53′ 52″ nord, 2° 43′ 13″ est | « PA00092188 » | Inscrit MH | 1962        | Église Saint-Bonnet de Miremont                                                     |
| Église Saint-Pierre-aux-Liens de Moissat-Bas                                        | Moissat                        |         | 45° 46′ 46″ nord, 3° 21′ 47″ est | « PA00092189 » | Classé MH | 1983        | Église Saint-Pierre-aux-Liens de Moissat-Bas                                        |
| Église de la Nativité-de-Saint-Jean-Baptiste de Moissat-Haut                        | Moissat                        |         | 45° 46′ 30″ nord, 3° 21′ 10″ est |                | |             | Image manquante Téléverser                                                          |
| Église Notre-Dame-de-la-Nativité de Mons                                            | Mons                           |         | 46° 00′ 02″ nord, 3° 24′ 59″ est | « IA63000780 » | |             | Église Notre-Dame-de-la-Nativité de Mons                                            |
| Église Saint-Pardoux de Mont-Dore                                                   | Mont-Dore                      |         | 45° 34′ 30″ nord, 2° 48′ 35″ est | « IA63000558 » | |             | Église Saint-Pardoux de Mont-Dore                                                   |
| Église Notre-Dame-de-Bonne-Nouvelle de Montaigut                                    | Montaigut                      |         | 46° 10′ 51″ nord, 2° 48′ 34″ est | « PA00092196 » | Inscrit MH | 1926        | Église Notre-Dame-de-Bonne-Nouvelle de Montaigut                                    |
| Église Saint-Blaise de Montaigut-le-Blanc                                           | Montaigut-le-Blanc             |         | 45° 35′ 07″ nord, 3° 05′ 29″ est |                | |             | Église Saint-Blaise de Montaigut-le-Blanc                                           |
| Église Saint-Pierre de Reignat                                                      | Montaigut-le-Blanc             |         | 45° 33′ 47″ nord, 3° 04′ 33″ est |                | |             | Image manquante Téléverser                                                          |
| Église Saint-Priest de Montcel                                                      | Montcel                        |         | 46° 00′ 52″ nord, 3° 03′ 58″ est |                | |             | Image manquante Téléverser                                                          |
| Église Saint-Mamert de Montel-de-Gelat                                              | Montel-de-Gelat                |         | 45° 56′ 14″ nord, 2° 34′ 56″ est | « PA00092201 » | Inscrit MH | 1982        | Église Saint-Mamert de Montel-de-Gelat                                              |
| Église de Freteix                                                                   | Montel-de-Gelat                |         | 45° 56′ 44″ nord, 2° 36′ 30″ est |                | |             | Image manquante Téléverser                                                          |
| Église Saint-Léger de Montfermy                                                     | Montfermy                      |         | 45° 52′ 52″ nord, 2° 48′ 34″ est | « PA00092203 » | Classé MH Absides ; Inscrit MH Les parties non classées de l'église                                                         | 1908 ; 2022 | Église Saint-Léger de Montfermy                                                     |
| Église de l'Exaltation-de-la-Sainte-Croix de la Vialle                              | Montmorin                      |         | 45° 41′ 43″ nord, 3° 21′ 35″ est | « PA00092205 » | Inscrit MH | 1985        | Église de l'Exaltation-de-la-Sainte-Croix de la Vialle                              |
| Église de l'Exaltation-de-la-Sainte-Croix de la Martre                              | Montmorin                      |         | 45° 41′ 46″ nord, 3° 21′ 04″ est | « IA00118523 » | |             | Église de l'Exaltation-de-la-Sainte-Croix de la Martre                              |
| Église Notre-Dame-de-Septembre de Montpensier                                       | Montpensier                    |         | 46° 01′ 59″ nord, 3° 13′ 28″ est | « PA00092206 » | Inscrit MH | 1978        | Image manquante Téléverser                                                          |
| Église de l'Assomption de Montpeyroux                                               | Montpeyroux                    |         | 45° 37′ 20″ nord, 3° 12′ 16″ est |                | |             | Église de l'Assomption de Montpeyroux                                               |
| Église Saint-Fiacre de Moriat                                                       | Moriat                         |         | 45° 24′ 17″ nord, 3° 15′ 34″ est |                | |             | Image manquante Téléverser                                                          |
| Église Saint-Julien de Moureuille                                                   | Moureuille                     |         | 46° 10′ 01″ nord, 2° 54′ 25″ est |                | |             | Image manquante Téléverser                                                          |
| Abbatiale Saint-Pierre-et-Saint-Paul de Mozac                                       | Mozac                          |         | 45° 53′ 26″ nord, 3° 05′ 39″ est |                | |             | Abbatiale Saint-Pierre-et-Saint-Paul de Mozac                                       |
| Église Saint-Maurice de Murat-le-Quaire                                             | Murat-le-Quaire                |         | 45° 35′ 49″ nord, 2° 44′ 04″ est | « IA63000225 » | |             | Église Saint-Maurice de Murat-le-Quaire                                             |
| Église Saint-Ferréol de Murol                                                       | Murol                          |         | 45° 34′ 27″ nord, 2° 56′ 41″ est | « PA63000082 » | Inscrit MH | 2006        | Église Saint-Ferréol de Murol                                                       |
| Église Saint-Roch de Beaune-le-Froid                                                | Murol                          |         | 45° 35′ 26″ nord, 2° 55′ 05″ est |                | |             | Église Saint-Roch de Beaune-le-Froid                                                |
| Église Saint-Martin de Ménétrol                                                     | Ménétrol                       |         | 45° 52′ 24″ nord, 3° 07′ 27″ est |                | |             | Église Saint-Martin de Ménétrol                                                     |
| Église Saint-Victor-et-Sainte-Couronne de Neschers                                  | Neschers                       |         | 45° 35′ 24″ nord, 3° 09′ 49″ est |                | |             | Église Saint-Victor-et-Sainte-Couronne de Neschers                                  |
| Église Saint-André de Neuf-église                                                   | Neuf-Église                    |         | 46° 05′ 45″ nord, 2° 53′ 20″ est |                | |             | Image manquante Téléverser                                                          |
| Église Saint-Symphorien de Neuville                                                 | Neuville                       |         | 45° 44′ 42″ nord, 3° 26′ 11″ est | « PA00092553 » | Classé MH | 1996        | Image manquante Téléverser                                                          |
| Église Saint-Martial de Nohanent                                                    | Nohanent                       |         | 45° 48′ 34″ nord, 3° 03′ 27″ est |                | |             | Église Saint-Martial de Nohanent                                                    |
| Église Saint-Nicolas de Nonette                                                     | Nonette-Orsonnette             |         | 45° 28′ 34″ nord, 3° 16′ 44″ est | « PA00092220 » | Classé MH Portail occidental ; Inscrit MH Eglise, sauf portail classé                                                       | 1976 ; 1976 | Église Saint-Nicolas de Nonette                                                     |
| Église Sainte-Madeleine d'Orsonnette                                                | Nonette-Orsonnette             |         | 45° 28′ 30″ nord, 3° 17′ 55″ est | « PA00092233 » | Classé MH | 1907        | Église Sainte-Madeleine d'Orsonnette                                                |
| Église Saint-Pierre de Novacelles                                                   | Novacelles                     |         | 45° 26′ 13″ nord, 3° 39′ 00″ est | « PA00092221 » | Classé MH Abside, y compris les peintures murales ; Inscrit MH Eglise, sauf abside classée et clocher moderne               | 1969 ; 1969 | Église Saint-Pierre de Novacelles                                                   |
| Église Saint-Georges de Nébouzat                                                    | Nébouzat                       |         | 45° 42′ 56″ nord, 2° 54′ 17″ est | « IA63000338 » | |             | Église Saint-Georges de Nébouzat                                                    |
| Église Saint-Bonnet de Néronde-sur-Dore                                             | Néronde-sur-Dore               |         | 45° 47′ 54″ nord, 3° 31′ 19″ est | « PA00092216 » | Classé MH | 1910        | Église Saint-Bonnet de Néronde-sur-Dore                                             |
| Église Saint-Pierre d'Olby                                                          | Olby                           |         | 45° 44′ 42″ nord, 2° 51′ 59″ est | « IA63000382 » | |             | Église Saint-Pierre d'Olby                                                          |
| Église Notre-Dame d'Olliergues                                                      | Olliergues                     |         | 45° 40′ 34″ nord, 3° 38′ 07″ est | « PA00092222 » | Inscrit MH | 1961        | Église Notre-Dame d'Olliergues                                                      |
| Église Saint-Martin de la Chabasse                                                  | Olliergues                     |         | 45° 41′ 13″ nord, 3° 37′ 17″ est | « PA00092223 » | Inscrit MH | 1928        | Image manquante Téléverser                                                          |
| Église Saint-Jean-Baptiste d'Olloix                                                 | Olloix                         |         | 45° 37′ 21″ nord, 3° 02′ 42″ est |                | |             | Église Saint-Jean-Baptiste d'Olloix                                                 |
| Église de la Décollation-de-Saint-Jean-Baptiste d'Olmet                             | Olmet                          |         | 45° 42′ 36″ nord, 3° 39′ 39″ est |                | |             | Église de la Décollation-de-Saint-Jean-Baptiste d'Olmet                             |
| Église de la Nativité-de-la-Bienheureuse-Vierge-Marie d'Orbeil                      | Orbeil                         |         | 45° 33′ 43″ nord, 3° 16′ 47″ est |                | |             | Église de la Nativité-de-la-Bienheureuse-Vierge-Marie d'Orbeil                      |
| Église Saint-Mary d'Orcet                                                           | Orcet                          |         | 45° 42′ 14″ nord, 3° 10′ 10″ est | « PA63000005 » | Inscrit MH Façade occidentale                                                                                               | 1996        | Église Saint-Mary d'Orcet                                                           |
| Église Saint-Julien d'Orcines                                                       | Orcines                        |         | 45° 47′ 00″ nord, 3° 00′ 44″ est |                | |             | Église Saint-Julien d'Orcines                                                       |
| Église Sainte-Marguerite de Ternant                                                 | Orcines                        |         | 45° 48′ 35″ nord, 3° 00′ 32″ est |                | |             | Image manquante Téléverser                                                          |
| Basilique Notre-Dame d'Orcival                                                      | Orcival                        |         | 45° 40′ 59″ nord, 2° 50′ 30″ est | « PA00092231 » | Classé MH | 1840        | Basilique Notre-Dame d'Orcival                                                      |
| Église Saint-Bonnet d'Orléat                                                        | Orléat                         |         | 45° 51′ 40″ nord, 3° 25′ 19″ est | « PA00092232 » | Inscrit MH | 1976        | Église Saint-Bonnet d'Orléat                                                        |
| Église Saint-Bonnet d'Orléat                                                        | Orléat                         |         | 45° 51′ 40″ nord, 3° 25′ 19″ est | « PA00092232 » | Inscrit MH | 1976        | Église Saint-Bonnet d'Orléat                                                        |
| Église de l'Assomption de Palladuc                                                  | Palladuc                       |         | 45° 54′ 17″ nord, 3° 37′ 38″ est |                | |             | Image manquante Téléverser                                                          |
| Église Saint-Martial de Pardines                                                    | Pardines                       |         | 45° 33′ 46″ nord, 3° 10′ 23″ est |                | |             | Église Saint-Martial de Pardines                                                    |
| Église Saint-Roch de Parent                                                         | Parent                         |         | 45° 37′ 24″ nord, 3° 13′ 48″ est |                | |             | Église Saint-Roch de Parent                                                         |
| Église Saint-Pierre de Parentignat                                                  | Parentignat                    |         | 45° 32′ 00″ nord, 3° 17′ 23″ est |                | |             | Église Saint-Pierre de Parentignat                                                  |
| Église Saint-Bonnet de Paslières                                                    | Paslières                      |         | 45° 55′ 54″ nord, 3° 29′ 18″ est | « PA00092527 » | Inscrit MH | 1990        | Église Saint-Bonnet de Paslières                                                    |
| Église de la Translation-de-Saint-Martin de Perpezat                                | Perpezat                       |         | 45° 40′ 45″ nord, 2° 46′ 26″ est | « IA63000159 » | |             | Image manquante Téléverser                                                          |
| Église Saint-Pierre de Perrier                                                      | Perrier                        |         | 45° 32′ 47″ nord, 3° 11′ 49″ est |                | |             | Église Saint-Pierre de Perrier                                                      |
| Église Notre-Dame de Peschadoires                                                   | Peschadoires                   |         | 45° 49′ 32″ nord, 3° 29′ 37″ est |                | |             | Image manquante Téléverser                                                          |
| Église de la Décollation-de-Saint-Jean-Baptiste de Peslières                        | Peslières                      |         | 45° 26′ 22″ nord, 3° 27′ 41″ est |                | |             | Église de la Décollation-de-Saint-Jean-Baptiste de Peslières                        |
| Église de la Nativité-de-Notre-Dame de Pessat-Villeneuve                            | Pessat-Villeneuve              |         | 45° 55′ 39″ nord, 3° 09′ 24″ est |                | |             | Église de la Nativité-de-Notre-Dame de Pessat-Villeneuve                            |
| Église Saint-Quintien de Picherande                                                 | Picherande                     |         | 45° 27′ 50″ nord, 2° 46′ 10″ est | « PA00092238 » | Inscrit MH | 1971        | Église Saint-Quintien de Picherande                                                 |
| Église Sainte-Magdeleine de Pignols                                                 | Pignols                        |         | 45° 38′ 44″ nord, 3° 17′ 00″ est | « PA00092239 » | Inscrit MH | 1993        | Image manquante Téléverser                                                          |
| Église Saint-Bravy de Pionsat                                                       | Pionsat                        |         | 46° 06′ 32″ nord, 2° 41′ 41″ est |                | |             | Église Saint-Bravy de Pionsat                                                       |
| Église Saint-Pierre de Plauzat                                                      | Plauzat                        |         | 45° 37′ 20″ nord, 3° 08′ 57″ est | « PA00092242 » | Classé MH | 1862        | Église Saint-Pierre de Plauzat                                                      |
| Église Sainte-Martine de Pont-du-Château                                            | Pont-du-Château                |         | 45° 47′ 54″ nord, 3° 15′ 22″ est | « PA00092246 » | Classé MH | 1911        | Église Sainte-Martine de Pont-du-Château                                            |
| Église Notre-Dame de Paulhat de Pont-du-Château                                     | Pont-du-Château                |         | 45° 47′ 58″ nord, 3° 14′ 54″ est |                | |             | Église Notre-Dame de Paulhat de Pont-du-Château                                     |
| Église Saint-Michel de Pontaumur                                                    | Pontaumur                      |         | 45° 52′ 04″ nord, 2° 40′ 33″ est |                | |             | Église Saint-Michel de Pontaumur                                                    |
| Église Saint-Benoît de Pontgibaud                                                   | Pontgibaud                     |         | 45° 49′ 59″ nord, 2° 51′ 08″ est |                | |             | Église Saint-Benoît de Pontgibaud                                                   |
| Église Saint-Victor de Pouzol                                                       | Pouzol                         |         | 46° 05′ 24″ nord, 2° 58′ 11″ est |                | |             | Église Saint-Victor de Pouzol                                                       |
| Église Saint-Martin de Prompsat                                                     | Prompsat                       |         | 45° 56′ 57″ nord, 3° 04′ 40″ est | « PA00092252 » | Classé MH | 1930        | Église Saint-Martin de Prompsat                                                     |
| Église Saints-Cosme-et-Damien de Prondines                                          | Prondines                      |         | 45° 45′ 38″ nord, 2° 40′ 34″ est |                | |             | Église Saints-Cosme-et-Damien de Prondines                                          |
| Église Saint-Amable de Pulvérières                                                  | Pulvérières                    |         | 45° 53′ 06″ nord, 2° 54′ 36″ est |                | |             | Image manquante Téléverser                                                          |
| Église Saint-Barthélemy de Puy-Guillaume                                            | Puy-Guillaume                  |         | 45° 57′ 36″ nord, 3° 28′ 20″ est | « IA00051133 » | |             | Image manquante Téléverser                                                          |
| Église Saint-Georges, anciennement Saint-Gulmier de Puy-Saint-Gulmier               | Puy-Saint-Gulmier              |         | 45° 47′ 27″ nord, 2° 37′ 37″ est |                | |             | Église Saint-Georges, anciennement Saint-Gulmier de Puy-Saint-Gulmier               |
| Église Saint-Michel de Pérignat-lès-Sarliève                                        | Pérignat-lès-Sarliève          |         | 45° 44′ 11″ nord, 3° 08′ 29″ est |                | |             | Église Saint-Michel de Pérignat-lès-Sarliève                                        |
| Église Sainte-Agathe de Pérignat-sur-Allier                                         | Pérignat-sur-Allier            |         | 45° 43′ 44″ nord, 3° 13′ 58″ est | « PA00092236 » | Inscrit MH | 1968        | Église Sainte-Agathe de Pérignat-sur-Allier                                         |
| Église Saint-Jean-Baptiste de Queuille                                              | Queuille                       |         | 45° 58′ 20″ nord, 2° 50′ 58″ est |                | |             | Image manquante Téléverser                                                          |
| Église Saint-Julien de Jussat                                                       | Randan                         |         | 45° 59′ 59″ nord, 3° 20′ 55″ est | « PA00092257 » | Inscrit MH | 1956        | Église Saint-Julien de Jussat                                                       |
| Église Saint-Jean-Baptiste de Randan                                                | Randan                         |         | 46° 00′ 55″ nord, 3° 21′ 18″ est | « IA63000983 » | |             | Église Saint-Jean-Baptiste de Randan                                                |
| Église Notre-Dame-de-l'Assomption de Ravel                                          | Ravel                          |         | 45° 46′ 44″ nord, 3° 23′ 43″ est | « PA00092259 » | Classé MH | 1912        | Église Notre-Dame-de-l'Assomption de Ravel                                          |
| Église Saint-Laurent de Reignat                                                     | Reignat                        |         | 45° 45′ 01″ nord, 3° 21′ 32″ est |                | |             | Image manquante Téléverser                                                          |
| Église Notre-Dame de Rentières                                                      | Rentières                      |         | 45° 24′ 57″ nord, 3° 05′ 57″ est | « PA00092260 » | Inscrit MH | 1980        | Église Notre-Dame de Rentières                                                      |
| Basilique Saint-Amable de Riom                                                      | Riom                           |         | 45° 53′ 39″ nord, 3° 06′ 43″ est | « PA00092269 » | Classé MH | 1840        | Basilique Saint-Amable de Riom                                                      |
| Église Notre-Dame du Marthuret                                                      | Riom                           |         | 45° 53′ 31″ nord, 3° 06′ 48″ est | « PA00092268 » | Classé MH | 1930        | Église Notre-Dame du Marthuret                                                      |
| Église Sainte-Agathe de Ris                                                         | Ris                            |         | 45° 59′ 56″ nord, 3° 30′ 24″ est | « PA00092327 » | Classé MH | 1995        | Église Sainte-Agathe de Ris                                                         |
| Église Saint-Roch de Roche-Charles                                                  | Roche-Charles-la-Mayrand       |         | 45° 27′ 15″ nord, 3° 01′ 00″ est | « PA00092328 » | Inscrit MH | 1986        | Église Saint-Roch de Roche-Charles                                                  |
| Église Saint-Étienne de la Mayrand                                                  | Roche-Charles-la-Mayrand       |         | 45° 26′ 18″ nord, 3° 00′ 28″ est |                | |             | Image manquante Téléverser                                                          |
| Église Saint-Renoux de Roche-d'Agoux                                                | Roche-d'Agoux                  |         | 46° 02′ 36″ nord, 2° 37′ 55″ est |                | |             | Église Saint-Renoux de Roche-d'Agoux                                                |
| Église Saint-Jean de Rochefort-Montagne                                             | Rochefort-Montagne             |         | 45° 41′ 02″ nord, 2° 48′ 21″ est | « IA63000178 » | |             | Église Saint-Jean de Rochefort-Montagne                                             |
| Église Saint-Martin de Saint-Martin-de-Tours                                        | Rochefort-Montagne             |         | 45° 42′ 04″ nord, 2° 49′ 42″ est | « IA63000180 » | |             | Image manquante Téléverser                                                          |
| Église Saint-Opme d'Opme                                                            | Romagnat                       |         | 45° 42′ 27″ nord, 3° 05′ 25″ est | « PA00092330 » | Inscrit MH | 1959        | Église Saint-Opme d'Opme                                                            |
| Église Saint-Avit de Saulzet le Chaud                                               | Romagnat                       |         | 45° 42′ 41″ nord, 3° 04′ 10″ est |                | |             | Image manquante Téléverser                                                          |
| Église Saint-Saturnin de Romagnat                                                   | Romagnat                       |         | 45° 43′ 44″ nord, 3° 05′ 56″ est |                | |             | Image manquante Téléverser                                                          |
| Église Saint-Léger de Royat                                                         | Royat                          |         | 45° 45′ 53″ nord, 3° 03′ 00″ est | « PA00092332 » | Classé MH | 1862        | Église Saint-Léger de Royat                                                         |
| Église du Sacré-Cœur de Royat                                                       | Royat                          |         | 45° 46′ 03″ nord, 3° 03′ 21″ est |                | |             | Église du Sacré-Cœur de Royat                                                       |
| Église Saint-Pierre de Saillant                                                     | Saillant                       |         | 45° 27′ 24″ nord, 3° 54′ 51″ est | « PA00092334 » | Inscrit MH | 1969        | Église Saint-Pierre de Saillant                                                     |
| Église Saint-Jean-Baptiste de Saint-Agoulin                                         | Saint-Agoulin                  |         | 46° 02′ 26″ nord, 3° 08′ 11″ est |                | |             | Église Saint-Jean-Baptiste de Saint-Agoulin                                         |
| Église Saint-Jean-Baptiste de Saint-Alyre-d'Arlanc                                  | Saint-Alyre-d'Arlanc           |         | 45° 22′ 04″ nord, 3° 38′ 20″ est | « IA00060472 » | |             | Image manquante Téléverser                                                          |
| Église Saint-Alyre de Saint-Alyre-ès-Montagne                                       | Saint-Alyre-ès-Montagne        |         | 45° 23′ 24″ nord, 2° 59′ 15″ est | « PA00092335 » | Classé MH | 1986        | Église Saint-Alyre de Saint-Alyre-ès-Montagne                                       |
| Église Saint-Amant de Saint-Amant-Tallende                                          | Saint-Amant-Tallende           |         | 45° 40′ 09″ nord, 3° 06′ 35″ est |                | |             | Image manquante Téléverser                                                          |
| Église Saint-André de Saint-André-le-Coq                                            | Saint-André-le-Coq             |         | 45° 57′ 49″ nord, 3° 18′ 36″ est | « PA63000010 » | Inscrit MH | 1997        | Église Saint-André de Saint-André-le-Coq                                            |
| Église Saint-Michel de Saint-Angel                                                  | Saint-Angel                    |         | 45° 59′ 45″ nord, 2° 56′ 01″ est |                | |             | Église Saint-Michel de Saint-Angel                                                  |
| Église Saint-Anthème de Saint-Anthème                                               | Saint-Anthème                  |         | 45° 31′ 38″ nord, 3° 55′ 03″ est |                | |             | Image manquante Téléverser                                                          |
| Église Saint-Avit de Saint-Avit (Puy-de-Dôme)                                       | Saint-Avit                     |         | 45° 52′ 21″ nord, 2° 31′ 25″ est | « PA63000012 » | Inscrit MH | 1998        | Église Saint-Avit de Saint-Avit (Puy-de-Dôme)                                       |
| Église Saint-Babylas de Saint-Babel                                                 | Saint-Babel                    |         | 45° 35′ 53″ nord, 3° 17′ 55″ est |                | |             | Image manquante Téléverser                                                          |
| Église Saint-Beauzire de Saint-Beauzire (Puy-de-Dôme)                               | Saint-Beauzire                 |         | 45° 50′ 58″ nord, 3° 10′ 52″ est |                | |             | Église Saint-Beauzire de Saint-Beauzire (Puy-de-Dôme)                               |
| Église Saint-Blaise de Saint-Bonnet-le-Bourg                                        | Saint-Bonnet-le-Bourg          |         | 45° 26′ 08″ nord, 3° 36′ 35″ est |                | |             | Image manquante Téléverser                                                          |
| Église Saint-Bonnet de Saint-Bonnet-le-Chastel                                      | Saint-Bonnet-le-Chastel        |         | 45° 27′ 02″ nord, 3° 38′ 04″ est | « PA00092344 » | Inscrit MH | 1954        | Église Saint-Bonnet de Saint-Bonnet-le-Chastel                                      |
| Église Saint-Bonnet de Saint-Bonnet-lès-Allier                                      | Saint-Bonnet-lès-Allier        |         | 45° 44′ 26″ nord, 3° 15′ 15″ est |                | |             | Image manquante Téléverser                                                          |
| Église Saint-Bonnet de Saint-Bonnet-près-Orcival                                    | Saint-Bonnet-près-Orcival      |         | 45° 42′ 25″ nord, 2° 51′ 33″ est | « IA63000480 » | |             | Église Saint-Bonnet de Saint-Bonnet-près-Orcival                                    |
| Église Saint-Bonnet de Saint-Bonnet-près-Riom                                       | Saint-Bonnet-près-Riom         |         | 45° 55′ 48″ nord, 3° 06′ 44″ est |                | |             | Église Saint-Bonnet de Saint-Bonnet-près-Riom                                       |
| Église Saint-Cyr de Saint-Cirgues-sur-Couze                                         | Saint-Cirgues-sur-Couze        |         | 45° 33′ 06″ nord, 3° 08′ 35″ est |                | |             | Image manquante Téléverser                                                          |
| Église Saint-Clément de Saint-Clément-de-Régnat                                     | Saint-Clément-de-Régnat        |         | 46° 00′ 05″ nord, 3° 17′ 49″ est | « IA63000501 » | |             | Église Saint-Clément de Saint-Clément-de-Régnat                                     |
| Église de la Nativité-de-la-Sainte-Vierge de Saint-Clément-de-Valorgue              | Saint-Clément-de-Valorgue      |         | 45° 29′ 59″ nord, 3° 55′ 20″ est |                | |             | Image manquante Téléverser                                                          |
| Église Notre-Dame de Saint-Denis-Combarnazat                                        | Saint-Denis-Combarnazat        |         | 45° 58′ 58″ nord, 3° 20′ 56″ est | « PA00092348 » | Inscrit MH | 1962        | Église Notre-Dame de Saint-Denis-Combarnazat                                        |
| Église Saint-Domnin de Saint-Denis-Combarnazat                                      | Saint-Denis-Combarnazat        |         | 45° 57′ 53″ nord, 3° 20′ 03″ est | « PA63000069 » | Inscrit MH | 2004        | Église Saint-Domnin de Saint-Denis-Combarnazat                                      |
| Église Saint-Didier de Saint-Dier-d'Auvergne                                        | Saint-Dier-d'Auvergne          |         | 45° 40′ 32″ nord, 3° 28′ 59″ est | « PA00092350 » | Classé MH | 1908        | Église Saint-Didier de Saint-Dier-d'Auvergne                                        |
| Église Saint-Didier de Saint-Diéry                                                  | Saint-Diéry                    |         | 45° 33′ 01″ nord, 3° 01′ 26″ est |                | |             | Église Saint-Didier de Saint-Diéry                                                  |
| Église Saint-Donat de Saint-Donat (Puy-de-Dôme)                                     | Saint-Donat                    |         | 45° 28′ 09″ nord, 2° 43′ 06″ est | « PA00092352 » | Inscrit MH | 1947        | Église Saint-Donat de Saint-Donat (Puy-de-Dôme)                                     |
| Église Saint-Ferréol de Saint-Ferréol-des-Côtes                                     | Saint-Ferréol-des-Côtes        |         | 45° 31′ 45″ nord, 3° 42′ 26″ est |                | |             | Image manquante Téléverser                                                          |
| Église haute de Saint-Floret                                                        | Saint-Floret                   |         | 45° 32′ 58″ nord, 3° 06′ 26″ est | « PA00092354 » | Classé MH | 1915        | Église haute de Saint-Floret                                                        |
| Église Saint-Flour de Saint-Floret                                                  | Saint-Floret                   |         | 45° 33′ 05″ nord, 3° 06′ 23″ est |                | |             | Église Saint-Flour de Saint-Floret                                                  |
| Église Saint-Privat de Saint-Flour-l'Étang                                          | Saint-Flour-l'Étang            |         | 45° 42′ 31″ nord, 3° 30′ 08″ est |                | |             | Image manquante Téléverser                                                          |
| Église Saint-Gal de Saint-Gal-sur-Sioule                                            | Saint-Gal-sur-Sioule           |         | 45° 06′ 43″ nord, 3° 00′ 31″ est |                | |             | Église Saint-Gal de Saint-Gal-sur-Sioule                                            |
| Église de la Nativité-de-la-Bienheureuse-Vierge-Marie de Theix                      | Saint-Genès-Champanelle        |         | 45° 42′ 19″ nord, 3° 01′ 17″ est |                | |             | Image manquante Téléverser                                                          |
| Église Saint-Aubin de Manson                                                        | Saint-Genès-Champanelle        |         | 45° 44′ 43″ nord, 3° 00′ 54″ est |                | |             | Église Saint-Aubin de Manson                                                        |
| Église Saint-Genès de Saint-Genès-Champanelle                                       | Saint-Genès-Champanelle        |         | 45° 43′ 13″ nord, 3° 01′ 13″ est |                | |             | Image manquante Téléverser                                                          |
| Église de Fontfreyde                                                                | Saint-Genès-Champanelle        |         | 45° 42′ 15″ nord, 3° 00′ 13″ est |                | |             | Image manquante Téléverser                                                          |
| Église de la Visitation de Beaune                                                   | Saint-Genès-Champanelle        |         | 45° 43′ 40″ nord, 2° 59′ 31″ est |                | |             | Église de la Visitation de Beaune                                                   |
| Église de l'Assomption de Nadaillat                                                 | Saint-Genès-Champanelle        |         | 45° 41′ 23″ nord, 3° 02′ 01″ est |                | |             | Église de l'Assomption de Nadaillat                                                 |
| Église Saint-Nicolas de Laschamp                                                    | Saint-Genès-Champanelle        |         | 45° 44′ 28″ nord, 2° 58′ 03″ est |                | |             | Image manquante Téléverser                                                          |
| Église Saint-Sébastien de Saint-Genès-Champespe                                     | Saint-Genès-Champespe          |         | 45° 25′ 07″ nord, 2° 43′ 27″ est | « IA63000257 » | |             | Église Saint-Sébastien de Saint-Genès-Champespe                                     |
| Église Saint-Genès de Saint-Genès-du-Retz                                           | Saint-Genès-du-Retz            |         | 46° 03′ 37″ nord, 3° 12′ 56″ est |                | |             | Église Saint-Genès de Saint-Genès-du-Retz                                           |
| Église Saint-Genès de Saint-Genès-la-Tourette                                       | Saint-Genès-la-Tourette        |         | 45° 30′ 39″ nord, 3° 28′ 21″ est |                | |             | Image manquante Téléverser                                                          |
| Église Saint-Georges de Saint-Georges-sur-Allier                                    | Saint-Georges-sur-Allier       |         | 45° 42′ 35″ nord, 3° 14′ 35″ est | « PA00092355 » | Classé MH Portail ; Inscrit MH Eglise sauf parties déjà classées                                                            | 1886 ; 1926 | Église Saint-Georges de Saint-Georges-sur-Allier                                    |
| Église Saint-Germain de Saint-Germain-Lembron                                       | Saint-Germain-Lembron          |         | 45° 27′ 30″ nord, 3° 14′ 20″ est |                | |             | Église Saint-Germain de Saint-Germain-Lembron                                       |
| Église Saint-Germain de Saint-Germain-l'Herm                                        | Saint-Germain-l'Herm           |         | 45° 27′ 30″ nord, 3° 32′ 32″ est | « PA00092356 » | Inscrit MH | 1955        | Église Saint-Germain de Saint-Germain-l'Herm                                        |
| Église Saint-Gervais-et-Saint-Protais de Saint-Gervais-d'Auvergne                   | Saint-Gervais-d'Auvergne       |         | 46° 01′ 45″ nord, 2° 49′ 17″ est | « PA00092358 » | Inscrit MH | 1926        | Église Saint-Gervais-et-Saint-Protais de Saint-Gervais-d'Auvergne                   |
| Église Saint-Gervais-et-Saint-Protais de Saint-Gervais-sous-Meymont                 | Saint-Gervais-sous-Meymont     |         | 45° 41′ 24″ nord, 3° 36′ 27″ est | « PA00092359 » | Inscrit MH | 1986        | Église Saint-Gervais-et-Saint-Protais de Saint-Gervais-sous-Meymont                 |
| Église Saint-Gervazy de Saint-Gervazy                                               | Saint-Gervazy                  |         | 45° 24′ 56″ nord, 3° 12′ 56″ est | « PA00092361 » | Inscrit MH | 1980        | Image manquante Téléverser                                                          |
| Église Saint-Hilaire de Saint-Hilaire (Puy-de-Dôme)                                 | Saint-Hilaire                  |         | 46° 06′ 21″ nord, 2° 37′ 58″ est |                | |             | Image manquante Téléverser                                                          |
| Église Saint-Hilaire de Saint-Hilaire-la-Croix                                      | Saint-Hilaire-la-Croix         |         | 46° 02′ 51″ nord, 3° 02′ 31″ est | « PA00092363 » | Classé MH | 1862        | Église Saint-Hilaire de Saint-Hilaire-la-Croix                                      |
| Église Saint-Hilaire de Saint-Hilaire-les-Monges                                    | Saint-Hilaire-les-Monges       |         | 45° 48′ 48″ nord, 2° 39′ 49″ est |                | |             | Église Saint-Hilaire de Saint-Hilaire-les-Monges                                    |
| Église Sainte-Claire de Saint-Hérent                                                | Saint-Hérent                   |         | 45° 27′ 28″ nord, 3° 09′ 12″ est | « PA00092362 » | Inscrit MH | 1987        | Église Sainte-Claire de Saint-Hérent                                                |
| Église de la Translation-de-Saint-Martin de Saint-Ignat                             | Saint-Ignat                    |         | 45° 55′ 23″ nord, 3° 16′ 22″ est |                | |             | Église de la Translation-de-Saint-Martin de Saint-Ignat                             |
| Église Saint-Jacques de Saint-Jacques-d'Ambur                                       | Saint-Jacques-d'Ambur          |         | 45° 54′ 07″ nord, 2° 46′ 35″ est |                | |             | Église Saint-Jacques de Saint-Jacques-d'Ambur                                       |
| Église Saint-Jean-Baptiste de Saint-Jean-Saint-Gervais                              | Saint-Jean-Saint-Gervais       |         | 45° 24′ 52″ nord, 3° 22′ 28″ est | « PA00092367 » | Inscrit MH Eglise, à l'exclusion du clocher                                                                                 | 1978        | Église Saint-Jean-Baptiste de Saint-Jean-Saint-Gervais                              |
| Église Saint-Caprais de Saint-Jean-d'Heurs                                          | Saint-Jean-d'Heurs             |         | 45° 49′ 06″ nord, 3° 26′ 47″ est |                | |             | Image manquante Téléverser                                                          |
| Église Saint-Jean de Saint-Jean-des-Ollières                                        | Saint-Jean-des-Ollières        |         | 45° 38′ 43″ nord, 3° 26′ 07″ est | « PA00092364 » | Inscrit MH | 2011        | Image manquante Téléverser                                                          |
| Église Saint-Jean de Saint-Jean-en-Val                                              | Saint-Jean-en-Val              |         | 45° 31′ 19″ nord, 3° 21′ 25″ est |                | |             | Église Saint-Jean de Saint-Jean-en-Val                                              |
| Église Saint-Julien de Saint-Julien-Puy-Lavèze                                      | Saint-Julien-Puy-Lavèze        |         | 45° 39′ 57″ nord, 2° 40′ 23″ est |                | |             | Image manquante Téléverser                                                          |
| Église Saint-Julien de Saint-Julien-de-Coppel                                       | Saint-Julien-de-Coppel         |         | 45° 41′ 41″ nord, 3° 18′ 35″ est | « PA00132799 » | Inscrit MH | 1994        | Image manquante Téléverser                                                          |
| Église Saint-Julien de Saint-Julien-la-Geneste                                      | Saint-Julien-la-Geneste        |         | 46° 03′ 03″ nord, 2° 44′ 00″ est |                | |             | Église Saint-Julien de Saint-Julien-la-Geneste                                      |
| Église Saint-Just de Saint-Just (Puy-de-Dôme)                                       | Saint-Just                     |         | 45° 28′ 05″ nord, 3° 47′ 17″ est |                | |             | Église Saint-Just de Saint-Just (Puy-de-Dôme)                                       |
| Église Saint-Laurent de Saint-Laure                                                 | Saint-Laure                    |         | 45° 54′ 05″ nord, 3° 17′ 25″ est |                | |             | Église Saint-Laurent de Saint-Laure                                                 |
| Église Saint-Georges de Saint-Maigner                                               | Saint-Maigner                  |         | 46° 05′ 15″ nord, 2° 41′ 09″ est |                | |             | Église Saint-Georges de Saint-Maigner                                               |
| Église Saint-Côme-et-Saint-Damien de Saint-Martin-d'Ollières                        | Saint-Martin-d'Ollières        |         | 45° 25′ 17″ nord, 3° 26′ 55″ est |                | |             | Image manquante Téléverser                                                          |
| Église de la Translation-de-Saint-Martin de Saint-Martin-des-Olmes                  | Saint-Martin-des-Olmes         |         | 45° 31′ 56″ nord, 3° 47′ 50″ est |                | |             | Image manquante Téléverser                                                          |
| Église Saint-Martin de Saint-Martin-des-Plains                                      | Saint-Martin-des-Plains        |         | 45° 29′ 28″ nord, 3° 19′ 08″ est | « PA63000088 » | Inscrit MH | 2007        | Église Saint-Martin de Saint-Martin-des-Plains                                      |
| Église Saint-Maurice de Saint-Maurice (Puy-de-Dôme)                                 | Saint-Maurice                  |         | 45° 40′ 17″ nord, 3° 14′ 16″ est |                | |             | Image manquante Téléverser                                                          |
| Église Saint-Maurice de Saint-Maurice-près-Pionsat                                  | Saint-Maurice-près-Pionsat     |         | 46° 03′ 57″ nord, 2° 35′ 53″ est | « PA00092532 » | Inscrit MH Nef et deux chapelles attenantes avec leur décor de peintures murales                                            | 1990        | Église Saint-Maurice de Saint-Maurice-près-Pionsat                                  |
| Église Saint-Médulphe de Saint-Myon                                                 | Saint-Myon                     |         | 45° 59′ 40″ nord, 3° 07′ 55″ est | « PA00092372 » | Classé MH | 1911        | Église Saint-Médulphe de Saint-Myon                                                 |
| Église Saint-Nectaire de Saint-Nectaire                                             | Saint-Nectaire                 |         | 45° 35′ 18″ nord, 2° 59′ 32″ est | « PA00092376 » | Classé MH | 1840        | Église Saint-Nectaire de Saint-Nectaire                                             |
| Église de la Nativité-de-la-Bienheureuse-Vierge-Marie de Maisons Rouges             | Saint-Ours                     |         | 45° 49′ 27″ nord, 2° 54′ 47″ est |                | |             | Image manquante Téléverser                                                          |
| Église Saint-Ours de Saint-Ours (Puy-de-Dôme)                                       | Saint-Ours                     |         | 45° 50′ 56″ nord, 2° 53′ 35″ est |                | |             | Église Saint-Ours de Saint-Ours (Puy-de-Dôme)                                       |
| Église Sainte-Anne de Saint-Pardoux                                                 | Saint-Pardoux                  |         | 46° 03′ 24″ nord, 3° 00′ 59″ est |                | |             | Église Sainte-Anne de Saint-Pardoux                                                 |
| Église Saint-Pierre-ès-Liens de Longprat                                            | Saint-Pierre-Colamine          |         | 45° 31′ 48″ nord, 2° 58′ 31″ est |                | |             | Église Saint-Pierre-ès-Liens de Longprat                                            |
| Église de la Nativité-de-la-Bienheureuse-Vierge-Marie de Massagettes                | Saint-Pierre-Roche             |         | 45° 44′ 10″ nord, 2° 48′ 47″ est |                | |             | Image manquante Téléverser                                                          |
| Église Saint-Pierre de Saint-Pierre-Roche                                           | Saint-Pierre-Roche             |         | 45° 43′ 34″ nord, 2° 49′ 29″ est | « IA63000191 » | |             | Église Saint-Pierre de Saint-Pierre-Roche                                           |
| Église Saint-Pierre de Saint-Pierre-la-Bourlhonne                                   | Saint-Pierre-la-Bourlhonne     |         | 45° 40′ 29″ nord, 3° 44′ 35″ est | « IA00053511 » | |             | Église Saint-Pierre de Saint-Pierre-la-Bourlhonne                                   |
| Église Saint-Pierre-aux-Liens de Saint-Pierre-le-Chastel                            | Saint-Pierre-le-Chastel        |         | 45° 47′ 56″ nord, 2° 50′ 34″ est |                | |             | Église Saint-Pierre-aux-Liens de Saint-Pierre-le-Chastel                            |
| Église Saint-Priest de Saint-Priest-Bramefant                                       | Saint-Priest-Bramefant         |         | 46° 01′ 40″ nord, 3° 26′ 24″ est | « IA63000827 » | |             | Église Saint-Priest de Saint-Priest-Bramefant                                       |
| Église Saint-Jean-Baptiste de Saint-Priest-des-Champs                               | Saint-Priest-des-Champs        |         | 45° 59′ 34″ nord, 2° 45′ 48″ est |                | |             | Église Saint-Jean-Baptiste de Saint-Priest-des-Champs                               |
| Église Saint-Quentin de Saint-Quentin-sur-Sauxillanges                              | Saint-Quentin-sur-Sauxillanges |         | 45° 33′ 00″ nord, 3° 23′ 38″ est | « PA00092383 » | Inscrit MH Portail, y compris les vantaux                                                                                   | 1963        | Image manquante Téléverser                                                          |
| Église de la Nativité-de-Saint-Jean-Baptiste de Saint-Quintin-sur-Sioule            | Saint-Quintin-sur-Sioule       |         | 46° 06′ 00″ nord, 3° 04′ 15″ est |                | |             | Église de la Nativité-de-Saint-Jean-Baptiste de Saint-Quintin-sur-Sioule            |
| Église Saint-Romain de Saint-Romain (Puy-de-Dôme)                                   | Saint-Romain                   |         | 45° 29′ 20″ nord, 3° 53′ 43″ est | « PA00132742 » | Inscrit MH | 1994        | Église Saint-Romain de Saint-Romain (Puy-de-Dôme)                                   |
| Église Saint-Michel-et-Saint-Rémy de Saint-Rémy-de-Blot                             | Saint-Rémy-de-Blot             |         | 46° 04′ 39″ nord, 2° 55′ 45″ est |                | |             | Image manquante Téléverser                                                          |
| Église Saint-Rémy de Saint-Rémy-de-Chargnat                                         | Saint-Rémy-de-Chargnat         |         | 45° 30′ 56″ nord, 3° 19′ 29″ est | « PA00092491 » | Inscrit MH Eglise, y compris vantaux du portail et autel extérieur, à l'exclusion du clocher                                | 1989        | Église Saint-Rémy de Saint-Rémy-de-Chargnat                                         |
| Église de la Nativité-de-la-Bienheureuse-Vierge-Marie de Saint-Rémy-sur-Durolle     | Saint-Rémy-sur-Durolle         |         | 45° 53′ 15″ nord, 3° 35′ 29″ est |                | |             | Église de la Nativité-de-la-Bienheureuse-Vierge-Marie de Saint-Rémy-sur-Durolle     |
| Église Saint-Sandoux de Saint-Sandoux                                               | Saint-Sandoux                  |         | 45° 38′ 27″ nord, 3° 06′ 27″ est |                | |             | Église Saint-Sandoux de Saint-Sandoux                                               |
| Église Notre-Dame de Saint-Saturnin                                                 | Saint-Saturnin                 |         | 45° 39′ 37″ nord, 3° 05′ 36″ est | « PA00092391 » | Classé MH | 1862        | Église Notre-Dame de Saint-Saturnin                                                 |
| Église de la Nativité-de-la-Bienheureuse-Vierge-Marie de Chadrat                    | Saint-Saturnin                 |         | 45° 40′ 31″ nord, 3° 04′ 54″ est |                | |             | Image manquante Téléverser                                                          |
| Église Saint-Étienne de Saint-Sauves-d'Auvergne                                     | Saint-Sauves-d'Auvergne        |         | 45° 36′ 59″ nord, 2° 41′ 20″ est | « IA63000066 » | |             | Image manquante Téléverser                                                          |
| Église Saint-Sauveur de Saint-Sauveur-la-Sagne                                      | Saint-Sauveur-la-Sagne         |         | 45° 23′ 44″ nord, 3° 39′ 57″ est | « PA00092397 » | Inscrit MH | 1926        | Église Saint-Sauveur de Saint-Sauveur-la-Sagne                                      |
| Église Saint-Sulpice-le-Pieux de Saint-Sulpice                                      | Saint-Sulpice                  |         | 45° 38′ 32″ nord, 2° 37′ 40″ est |                | |             | Image manquante Téléverser                                                          |
| Église Saint-Sylvestre de Saint-Sylvestre-Pragoulin                                 | Saint-Sylvestre-Pragoulin      |         | 46° 03′ 18″ nord, 3° 23′ 40″ est | « IA63000847 » | |             | Église Saint-Sylvestre de Saint-Sylvestre-Pragoulin                                 |
| Église Saint-Victor de Saint-Victor-Montvianeix                                     | Saint-Victor-Montvianeix       |         | 45° 56′ 21″ nord, 3° 36′ 14″ est |                | |             | Image manquante Téléverser                                                          |
| Église Saint-Victor de Saint-Victor-la-Rivière                                      | Saint-Victor-la-Rivière        |         | 45° 33′ 05″ nord, 2° 56′ 23″ est | « PA00092400 » | Inscrit MH | 1962        | Église Saint-Victor de Saint-Victor-la-Rivière                                      |
| Église Saint-Vincent de Saint-Vincent (Puy-de-Dôme)                                 | Saint-Vincent                  |         | 45° 32′ 58″ nord, 3° 08′ 00″ est |                | |             | Église Saint-Vincent de Saint-Vincent (Puy-de-Dôme)                                 |
| Église Sainte-Radegonde de Saint-Yvoine                                             | Saint-Yvoine                   |         | 45° 35′ 09″ nord, 3° 14′ 30″ est |                | |             | Église Sainte-Radegonde de Saint-Yvoine                                             |
| Église Saint-Éloy de Saint-Éloy-la-Glacière                                         | Saint-Éloy-la-Glacière         |         | 45° 33′ 40″ nord, 3° 34′ 26″ est | « PA00132738 » | Inscrit MH | 1994        | Église Saint-Éloy de Saint-Éloy-la-Glacière                                         |
| Église Sainte-Jeanne-d'Arc de Saint-Éloy-les-Mines                                  | Saint-Éloy-les-Mines           |         | 46° 09′ 48″ nord, 2° 49′ 48″ est |                | |             | Église Sainte-Jeanne-d'Arc de Saint-Éloy-les-Mines                                  |
| Église Saint-Éloi de Vieux Bourg                                                    | Saint-Éloy-les-Mines           |         | 46° 09′ 12″ nord, 2° 50′ 16″ est |                | |             | Église Saint-Éloi de Vieux Bourg                                                    |
| Église Saint-Étienne de Saint-Étienne-des-Champs                                    | Saint-Étienne-des-Champs       |         | 45° 49′ 49″ nord, 2° 34′ 37″ est |                | |             | Image manquante Téléverser                                                          |
| Église Saint-Jean-Baptiste de Saint-Étienne-sur-Usson                               | Saint-Étienne-sur-Usson        |         | 45° 30′ 20″ nord, 3° 24′ 52″ est |                | |             | Église Saint-Jean-Baptiste de Saint-Étienne-sur-Usson                               |
| Église Sainte-Agathe de Sainte-Agathe (Puy-de-Dôme)                                 | Sainte-Agathe                  |         | 45° 49′ 18″ nord, 3° 36′ 45″ est |                | |             | Image manquante Téléverser                                                          |
| Église Notre-Dame-du-Mont-Carmel de Sainte-Catherine                                | Sainte-Catherine               |         | 45° 27′ 02″ nord, 3° 28′ 25″ est |                | |             | Image manquante Téléverser                                                          |
| Église Sainte-Christine de Sainte-Christine (Puy-de-Dôme)                           | Sainte-Christine               |         | 46° 03′ 59″ nord, 2° 50′ 11″ est |                | |             | Église Sainte-Christine de Sainte-Christine (Puy-de-Dôme)                           |
| Église de la Translation-de-Saint-Martin de Sallèdes                                | Sallèdes                       |         | 45° 39′ 07″ nord, 3° 19′ 43″ est |                | |             | Église de la Translation-de-Saint-Martin de Sallèdes                                |
| Église de la Décollation-de-Saint-Jean-Baptiste de Sardon                           | Sardon                         |         | 45° 57′ 46″ nord, 3° 13′ 27″ est |                | |             | Église de la Décollation-de-Saint-Jean-Baptiste de Sardon                           |
| Église de l'Assomption de Saulzet-le-Froid                                          | Saulzet-le-Froid               |         | 45° 38′ 30″ nord, 2° 55′ 05″ est |                | |             | Église de l'Assomption de Saulzet-le-Froid                                          |
| Église Saint-Pierre de Sauret-Besserve                                              | Sauret-Besserve                |         | 45° 59′ 31″ nord, 2° 48′ 23″ est |                | |             | Église Saint-Pierre de Sauret-Besserve                                              |
| Église Sainte-Radegonde de Saurier                                                  | Saurier                        |         | 45° 32′ 19″ nord, 3° 02′ 36″ est | « PA00092405 » | Inscrit MH | 1960        | Église Sainte-Radegonde de Saurier                                                  |
| Église Saint-Gervais de Sauvagnat                                                   | Sauvagnat                      |         | 45° 46′ 13″ nord, 2° 37′ 02″ est |                | |             | Église Saint-Gervais de Sauvagnat                                                   |
| Église Saint-Blaise de Sauvagnat-Sainte-Marthe                                      | Sauvagnat-Sainte-Marthe        |         | 45° 35′ 22″ nord, 3° 12′ 39″ est |                | |             | Église Saint-Blaise de Sauvagnat-Sainte-Marthe                                      |
| Église Saint-Priest de Sauvessanges                                                 | Sauvessanges                   |         | 45° 23′ 31″ nord, 3° 52′ 19″ est |                | |             | Église Saint-Priest de Sauvessanges                                                 |
| Église Saint-Loup de Sauviat                                                        | Sauviat                        |         | 45° 42′ 55″ nord, 3° 31′ 59″ est | « PA00092414 » | Classé MH | 1905        | Église Saint-Loup de Sauviat                                                        |
| Église Saint-Jean-Baptiste de Sauxillanges                                          | Sauxillanges                   |         | 45° 33′ 04″ nord, 3° 22′ 26″ est | « PA00092416 » | Inscrit MH | 1984        | Église Saint-Jean-Baptiste de Sauxillanges                                          |
| Église de la Nativité-de-la-Sainte-Vierge de Sauxillanges                           | Sauxillanges                   |         | 45° 33′ 07″ nord, 3° 22′ 22″ est |                | |             | Église de la Nativité-de-la-Sainte-Vierge de Sauxillanges                           |
| Église Saint-Genès de Savennes                                                      | Savennes                       |         | 45° 35′ 24″ nord, 2° 29′ 45″ est |                | |             | Image manquante Téléverser                                                          |
| Église de l'Exaltation-de-la-Sainte-Croix d'Argnat                                  | Sayat                          |         | 45° 50′ 42″ nord, 3° 01′ 53″ est |                | |             | Église de l'Exaltation-de-la-Sainte-Croix d'Argnat                                  |
| Église Saint-Vincent de Sayat                                                       | Sayat                          |         | 45° 49′ 35″ nord, 3° 03′ 10″ est |                | |             | Image manquante Téléverser                                                          |
| Église Saint-Vincent de Sayat                                                       | Sayat                          |         | 45° 49′ 35″ nord, 3° 03′ 10″ est |                | |             | Image manquante Téléverser                                                          |
| Église Saint-Loup de Sermentizon                                                    | Sermentizon                    |         | 45° 45′ 43″ nord, 3° 30′ 00″ est |                | |             | Église Saint-Loup de Sermentizon                                                    |
| Église Sainte-Radegonde de Servant                                                  | Servant                        |         | 46° 08′ 19″ nord, 2° 55′ 42″ est |                | |             | Église Sainte-Radegonde de Servant                                                  |
| Église Saint-Domnin, Saint-Denis-et-Notre-Dame de Seychalles                        | Seychalles                     |         | 45° 48′ 16″ nord, 3° 20′ 19″ est |                | |             | Église Saint-Domnin, Saint-Denis-et-Notre-Dame de Seychalles                        |
| Église Saint-Nazaire de Singles                                                     | Singles                        |         | 45° 33′ 05″ nord, 2° 32′ 21″ est | « IA63000050 » | |             | Église Saint-Nazaire de Singles                                                     |
| Église Saint-Julien de Solignat                                                     | Solignat                       |         | 45° 30′ 54″ nord, 3° 10′ 17″ est |                | |             | Église Saint-Julien de Solignat                                                     |
| Église Saint-Blaise de Sugères                                                      | Sugères                        |         | 45° 36′ 06″ nord, 3° 24′ 26″ est |                | |             | Image manquante Téléverser                                                          |
| Église Saint-Joseph de Surat                                                        | Surat                          |         | 45° 56′ 17″ nord, 3° 15′ 04″ est |                | |             | Église Saint-Joseph de Surat                                                        |
| Église Saint-Barthélémy de Saint-Amant-Roche-Savine                                 | Tallende                       |         | 45° 34′ 35″ nord, 3° 37′ 52″ est | « PA00092337 » | Classé MH | 1907        | Église Saint-Barthélémy de Saint-Amant-Roche-Savine                                 |
| Église Saint-Pierre-ès-Liens de Tallende                                            | Tallende                       |         | 45° 40′ 13″ nord, 3° 07′ 26″ est |                | |             | Église Saint-Pierre-ès-Liens de Tallende                                            |
| Église Notre-Dame de Tauves                                                         | Tauves                         |         | 45° 33′ 33″ nord, 2° 37′ 19″ est | « PA00092423 » | Classé MH | 1908        | Église Notre-Dame de Tauves                                                         |
| Église Sainte-Madeleine de Teilhet                                                  | Teilhet                        |         | 46° 05′ 45″ nord, 2° 49′ 13″ est |                | |             | Église Sainte-Madeleine de Teilhet                                                  |
| Église Saint-Pierre de Teilhède                                                     | Teilhède                       |         | 45° 57′ 19″ nord, 3° 04′ 20″ est |                | |             | Église Saint-Pierre de Teilhède                                                     |
| Église Sainte-Marguerite de Ternant-les-Eaux                                        | Ternant-les-Eaux               |         | 45° 28′ 45″ nord, 3° 07′ 50″ est | « PA00092425 » | Inscrit MH | 1985        | Église Sainte-Marguerite de Ternant-les-Eaux                                        |
| Église Saint-Genès de Thiers                                                        | Thiers                         |         | 45° 51′ 12″ nord, 3° 32′ 54″ est | « PA00092431 » | Classé MH | 1846        | Église Saint-Genès de Thiers                                                        |
| Abbaye du Moutier                                                                   | Thiers                         |         | 45° 51′ 03″ nord, 3° 32′ 42″ est | « PA00092430 » | Inscrit MH | 2006        | Abbaye du Moutier                                                                   |
| Église Saint-Jean de Thiers                                                         | Thiers                         |         | 45° 51′ 04″ nord, 3° 32′ 58″ est | « PA00092432 » | Inscrit MH | 1986        | Église Saint-Jean de Thiers                                                         |
| Église Saint-Sylvestre de Thiolières                                                | Thiolières                     |         | 45° 35′ 03″ nord, 3° 41′ 29″ est |                | |             | Image manquante Téléverser                                                          |
| Église Saint-Limin de Thuret                                                        | Thuret                         |         | 45° 58′ 13″ nord, 3° 15′ 27″ est | « PA00092447 » | Classé MH | 1850        | Église Saint-Limin de Thuret                                                        |
| Église de la Nativité-de-Saint-Jean-Baptiste de Tortebesse                          | Tortebesse                     |         | 45° 43′ 51″ nord, 2° 38′ 58″ est |                | |             | Église de la Nativité-de-Saint-Jean-Baptiste de Tortebesse                          |
| Église Saint-Georges de Tours-sur-Meymont                                           | Tours-sur-Meymont              |         | 45° 40′ 24″ nord, 3° 34′ 30″ est | « PA00092536 » | Inscrit MH | 1991        | Image manquante Téléverser                                                          |
| Église Notre-Dame de Ronzières                                                      | Tourzel-Ronzières              |         | 45° 31′ 05″ nord, 3° 07′ 57″ est | « PA00092451 » | Inscrit MH Eglise, à l'exception de l'étage moderne du clocher                                                              | 1962        | Église Notre-Dame de Ronzières                                                      |
| Église de la Nativité-de-la-Bienheureuse-Vierge-Marie de Tourzel                    | Tourzel-Ronzières              |         | 45° 31′ 36″ nord, 3° 07′ 46″ est |                | |             | Église de la Nativité-de-la-Bienheureuse-Vierge-Marie de Tourzel                    |
| Église de la Nativité-de-Saint-Jean-Baptiste de Tralaigues                          | Tralaigues                     |         | 45° 54′ 02″ nord, 2° 35′ 35″ est |                | |             | Image manquante Téléverser                                                          |
| Église Saint-Loup de Trémouille-Saint-Loup                                          | Trémouille-Saint-Loup          |         | 45° 29′ 23″ nord, 2° 33′ 40″ est | « IA63000273 » | |             | Église Saint-Loup de Trémouille-Saint-Loup                                          |
| Église Saint-Saturnin de Trézioux                                                   | Trézioux                       |         | 45° 43′ 22″ nord, 3° 28′ 18″ est | « PA63000074 » | Inscrit MH | 2004        | Église Saint-Saturnin de Trézioux                                                   |
| Église Saint-Maurice d'Usson                                                        | Usson                          |         | 45° 31′ 43″ nord, 3° 20′ 17″ est | « PA00092452 » | Inscrit MH | 1962        | Église Saint-Maurice d'Usson                                                        |
| Église Saint-Pierre de Valbeleix                                                    | Valbeleix                      |         | 45° 28′ 04″ nord, 2° 59′ 17″ est |                | |             | Église Saint-Pierre de Valbeleix                                                    |
| Église Saint-Laurent de Valcivières                                                 | Valcivières                    |         | 45° 35′ 32″ nord, 3° 47′ 41″ est |                | |             | Église Saint-Laurent de Valcivières                                                 |
| Église Saint-Pierre-ès-Liens de Valz-sous-Châteauneuf                               | Valz-sous-Châteauneuf          |         | 45° 26′ 02″ nord, 3° 25′ 00″ est |                | |             | Image manquante Téléverser                                                          |
| Église Saint-Martin de Varennes-sur-Morge                                           | Varennes-sur-Morge             |         | 45° 56′ 33″ nord, 3° 11′ 11″ est | « PA63000064 » | Inscrit MH | 2003        | Église Saint-Martin de Varennes-sur-Morge                                           |
| Église Saint-Verny de Varennes-sur-Usson                                            | Varennes-sur-Usson             |         | 45° 31′ 49″ nord, 3° 18′ 13″ est |                | |             | Image manquante Téléverser                                                          |
| Église Saint-Blaise de Vassel                                                       | Vassel                         |         | 45° 45′ 57″ nord, 3° 18′ 41″ est |                | |             | Image manquante Téléverser                                                          |
| Église Saint-Jean-Baptiste de Vensat                                                | Vensat                         |         | 46° 02′ 40″ nord, 3° 11′ 13″ est |                | |             | Église Saint-Jean-Baptiste de Vensat                                                |
| Église Notre-Dame de Vergheas                                                       | Vergheas                       |         | 46° 01′ 47″ nord, 2° 36′ 54″ est | « PA00092458 » | Inscrit MH | 1962        | Église Notre-Dame de Vergheas                                                       |
| Église Notre-Dame-de-l'Assomption de Vernet-la-Varenne                              | Vernet-la-Varenne              |         | 45° 28′ 28″ nord, 3° 27′ 06″ est |                | |             | Image manquante Téléverser                                                          |
| Église Saint-Martial de Verneugheol                                                 | Verneugheol                    |         | 45° 46′ 07″ nord, 2° 32′ 16″ est |                | |             | Église Saint-Martial de Verneugheol                                                 |
| Église Saint-Didier de Vernines                                                     | Vernines                       |         | 45° 40′ 09″ nord, 2° 52′ 40″ est | « IA63000432 » | |             | Église Saint-Didier de Vernines                                                     |
| Église de Verrières                                                                 | Verrières                      |         | 45° 34′ 20″ nord, 3° 02′ 16″ est |                | |             | Image manquante Téléverser                                                          |
| Église Notre-Dame de Vertaizon                                                      | Vertaizon                      |         | 45° 46′ 25″ nord, 3° 17′ 13″ est | « PA00092459 » | Classé MH | 1982        | Église Notre-Dame de Vertaizon                                                      |
| Église Saint-Pierre-et-Saint-Paul de Vertaizon                                      | Vertaizon                      |         | 45° 46′ 14″ nord, 3° 17′ 15″ est |                | |             | Image manquante Téléverser                                                          |
| Église Saint-Julien de Vertolaye                                                    | Vertolaye                      |         | 45° 39′ 02″ nord, 3° 42′ 34″ est | « PA00092533 » | Inscrit MH | 1990        | Église Saint-Julien de Vertolaye                                                    |
| Église de la Nativité-de-la-Sainte-Vierge de Soulasse                               | Veyre-Monton                   |         | 45° 39′ 57″ nord, 3° 10′ 52″ est |                | |             | Image manquante Téléverser                                                          |
| Église Saint-Mene de Monton                                                         | Veyre-Monton                   |         | 45° 40′ 38″ nord, 3° 09′ 31″ est |                | |             | Image manquante Téléverser                                                          |
| Église Saint-Jean-Baptiste de Vic-le-Comte                                          | Vic-le-Comte                   |         | 45° 38′ 34″ nord, 3° 14′ 47″ est | « PA00092461 » | Classé MH Les murs Nord et Sud décorés de peintures murales du choeur                                                       | 1962        | Église Saint-Jean-Baptiste de Vic-le-Comte                                          |
| Église Saint-Cyr-et-Sainte-Julitte de Vichel                                        | Vichel                         |         | 45° 25′ 40″ nord, 3° 14′ 33″ est |                | |             | Image manquante Téléverser                                                          |
| Église Saint-Claude de Villeneuve                                                   | Villeneuve                     |         | 45° 28′ 34″ nord, 3° 11′ 14″ est |                | |             | Image manquante Téléverser                                                          |
| Église Saint-Bonnet de Villeneuve-les-Cerfs                                         | Villeneuve-les-Cerfs           |         | 46° 00′ 38″ nord, 3° 20′ 03″ est | « IA63000737 » | |             | Église Saint-Bonnet de Villeneuve-les-Cerfs                                         |
| Église Saint-Pardoux de Villossanges                                                | Villossanges                   |         | 45° 54′ 48″ nord, 2° 38′ 49″ est |                | |             | Église Saint-Pardoux de Villossanges                                                |
| Église Saint-Martin de Vinzelles                                                    | Vinzelles                      |         | 45° 55′ 33″ nord, 3° 23′ 51″ est |                | |             | Image manquante Téléverser                                                          |
| Église Saint-Sulpice de Virlet                                                      | Virlet                         |         | 46° 09′ 22″ nord, 2° 41′ 55″ est |                | |             | Image manquante Téléverser                                                          |
| Abbatiale de l'abbaye de Bellaigues                                                 | Virlet                         |         | 46° 09′ 36″ nord, 2° 42′ 14″ est |                | |             | Abbatiale de l'abbaye de Bellaigues                                                 |
| Église Saint-Taurin de Viscomtat                                                    | Viscomtat                      |         | 45° 49′ 37″ nord, 3° 40′ 38″ est |                | |             | Église Saint-Taurin de Viscomtat                                                    |
| Église Saint-Patrocle de Vitrac                                                     | Vitrac                         |         | 45° 58′ 08″ nord, 2° 52′ 37″ est |                | |             | Église Saint-Patrocle de Vitrac                                                     |
| Église Sainte-Marie-Madeleine de Viverols                                           | Viverols                       |         | 45° 26′ 08″ nord, 3° 52′ 56″ est |                | |             | Image manquante Téléverser                                                          |
| Église Saint-Mary de Colamine                                                       | Vodable                        |         | 45° 30′ 01″ nord, 3° 08′ 06″ est | « PA00092471 » | Inscrit MH | 1956        | Église Saint-Mary de Colamine                                                       |
| Église de la Nativité-de-Saint-Jean-Baptiste de Vodable                             | Vodable                        |         | 45° 30′ 28″ nord, 3° 08′ 47″ est |                | |             | Église de la Nativité-de-Saint-Jean-Baptiste de Vodable                             |
| Église Saint-Laurent de Voingt                                                      | Voingt                         |         | 45° 48′ 23″ nord, 2° 32′ 14″ est |                | |             | Image manquante Téléverser                                                          |
| Église Sainte-Agathe de Vollore-Montagne                                            | Vollore-Montagne               |         | 45° 47′ 06″ nord, 3° 40′ 24″ est |                | |             | Image manquante Téléverser                                                          |
| Église Saint-Maurice de Vollore-Ville                                               | Vollore-Ville                  |         | 45° 47′ 06″ nord, 3° 36′ 03″ est | « PA00092475 » | Classé MH | 1989        | Église Saint-Maurice de Vollore-Ville                                               |
| Église Saint-Priest de Volvic                                                       | Volvic                         |         | 45° 52′ 21″ nord, 3° 02′ 18″ est | « PA00092480 » | Classé MH Le transept et le choeur ; Inscrit MH L'église en totalité, à l'exception du choeur et du transept classés        | 1903 ; 2007 | Église Saint-Priest de Volvic                                                       |
| Église Saint-Martin d'Youx                                                          | Youx                           |         | 46° 08′ 40″ nord, 2° 47′ 59″ est |                | |             | Église Saint-Martin d'Youx                                                          |
| Église Saint-Martin d'Yronde                                                        | Yronde-et-Buron                |         | 45° 36′ 48″ nord, 3° 15′ 20″ est | « PA00092481 » | Classé MH | 1961        | Église Saint-Martin d'Yronde                                                        |
| Église Saint-Saturnin d'Yssac-la-Tourette                                           | Yssac-la-Tourette              |         | 45° 56′ 07″ nord, 3° 05′ 40″ est |                | |             | Image manquante Téléverser                                                          |
| Église de l'Assomption d'Échandelys                                                 | Échandelys                     |         | 45° 32′ 36″ nord, 3° 31′ 49″ est |                | |             | Image manquante Téléverser                                                          |
| Église Saint-Austremoine d'Égliseneuve-d'Entraigues                                 | Égliseneuve-d'Entraigues       |         | 45° 24′ 28″ nord, 2° 49′ 43″ est | « PA00092119 » | Inscrit MH | 1969        | Église Saint-Austremoine d'Égliseneuve-d'Entraigues                                 |
| Église Notre-Dame d'Égliseneuve-des-Liards                                          | Égliseneuve-des-Liards         |         | 45° 34′ 07″ nord, 3° 25′ 27″ est |                | |             | Église Notre-Dame d'Égliseneuve-des-Liards                                          |
| Église Saint-Ferréol d'Égliseneuve-près-Billom                                      | Égliseneuve-près-Billom        |         | 45° 43′ 17″ nord, 3° 23′ 26″ est |                | |             | Église Saint-Ferréol d'Égliseneuve-près-Billom                                      |
| Église Saint-Hippolyte d'Églisolles                                                 | Églisolles                     |         | 45° 27′ 18″ nord, 3° 53′ 13″ est |                | |             | Église Saint-Hippolyte d'Églisolles                                                 |

### Protestantisme
| Église                                | Commune          | Adresse          | Coordonnées                      | Notice | Protection | Date | Illustration               |
| ------------------------------------- | ---------------- | ---------------- | -------------------------------- | ------ | ---------- | ---- | -------------------------- |
| Temple protestant de Clermont-Ferrand | Clermont-Ferrand | 11 rue Marmontel | 45° 46′ 06″ nord, 3° 04′ 57″ est |        |            | 1966 | Image manquante Téléverser |